# Lluís Muncunill i Parellada
Lluís Muncunill i Parellada   (Fals, 25 de febrer de 1868 - Terrassa, 15 d'abril de 1931) fou un arquitecte modernista català. Va desenvolupar la seva activitat principal a Terrassa, on és un referent en l'aplicació de l'estil modernista a l'arquitectura industrial. Entre el 1892 i el 1903 en va ser arquitecte municipal i fou el més prolífic que ha tingut la ciutat, on ha deixat edificis per a usos diversos i va definir noves tipologies d'edificis industrials. La varietat constructiva li va permetre configurar la imatge urbana de la Terrassa modernista, recorrent a la utilització de cobertes amb voltes de maó de pla, lligades amb tirants de ferro, suportades sobre pilars de ferro colat.

## Biografia
Va néixer el 25 de febrer de 1868, fill de Cristòfol Muncunill i Narcisa Parellada. Provenia d'una família benestant del Bages, documentada a Fals des del segle xiv, de la qual ell va ser cabaler.
Va estudiar al col·legi de Sant Ignasi de Manresa entre la tardor del 1878 i el mes de juny del 1884. Acabats els estudis bàsics, es va matricular a l'Escola Provincial d'Arquitectura de Barcelona el 14 d'octubre de 1884, amb setze anys, i va acabar la carrera el 1891; va obtenir el títol d'arquitecte el 25 de gener de 1892. Muncunill va tenir com a companys Josep Puig i Cadafalch i Modest Feu i Estrada.

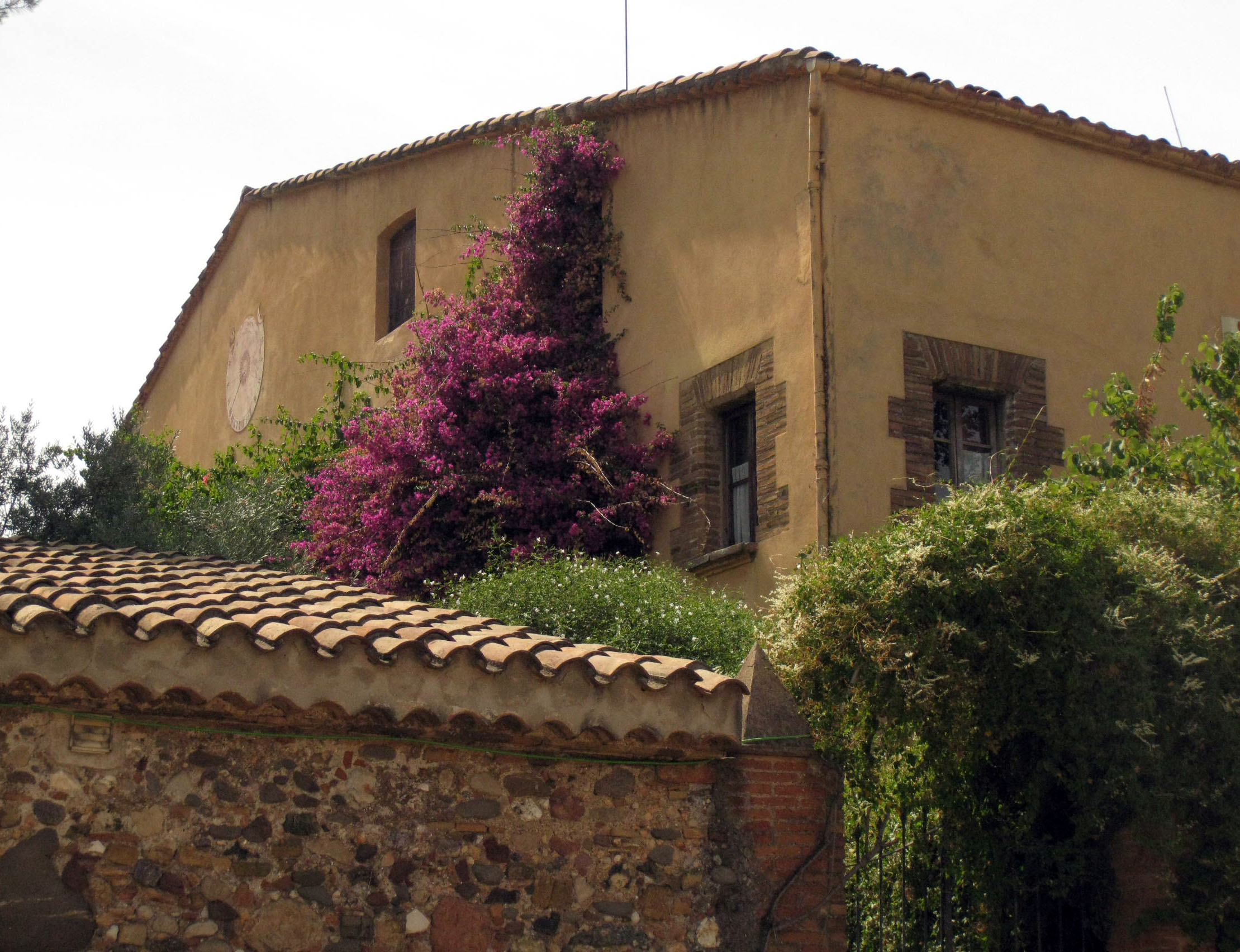
Can Palet de la Quadra, mas pairal de l'esposa de Muncunill

El 5 d'agost de 1892 va obtenir per concurs la plaça d'arquitecte municipal de Terrassa, on es va traslladar i va desenvolupar la seva activitat professional durant 40 anys. En aquesta ciutat es va casar el 1895 amb Àngels Palet, de Can Palet. Va instal·lar el seu domicili i el despatx d'arquitecte al carrer de Topete, núm. 68; cap al 1914, però, es va traslladar definitivament a la casa pairal dels Parellada, al carrer del Puig Novell, núm. 13.
L'activitat d'arquitecte municipal de Terrassa la va realitzar entre 1892 i 1903, compatibilitzant-la amb la mateixa activitat a Rubí (1892-1925) i Manresa (1924-1925). També va realitzar treballs diversos a Ripoll, Matadepera, Montserrat (1908-1912) i Ullastrell. Paral·lelament, va ser professor auxiliar de l'Escola Elemental d'Indústries.
L'any 1897 va ser destituït del càrrec per desavinences amb el consistori municipal terrassenc, però la destitució va quedar sense efecte per decisió del governador i va mantenir el seu lloc d'arquitecte municipal fins al 29 d'agost de 1903, en què va abandonar el càrrec per dedicar-se a obres de tipus privat. En aquesta activitat va aconseguir la llibertat d'expressió de què no havia gaudit amb els encàrrecs municipals, fet que li va permetre evolucionar cap a un llenguatge més creatiu.

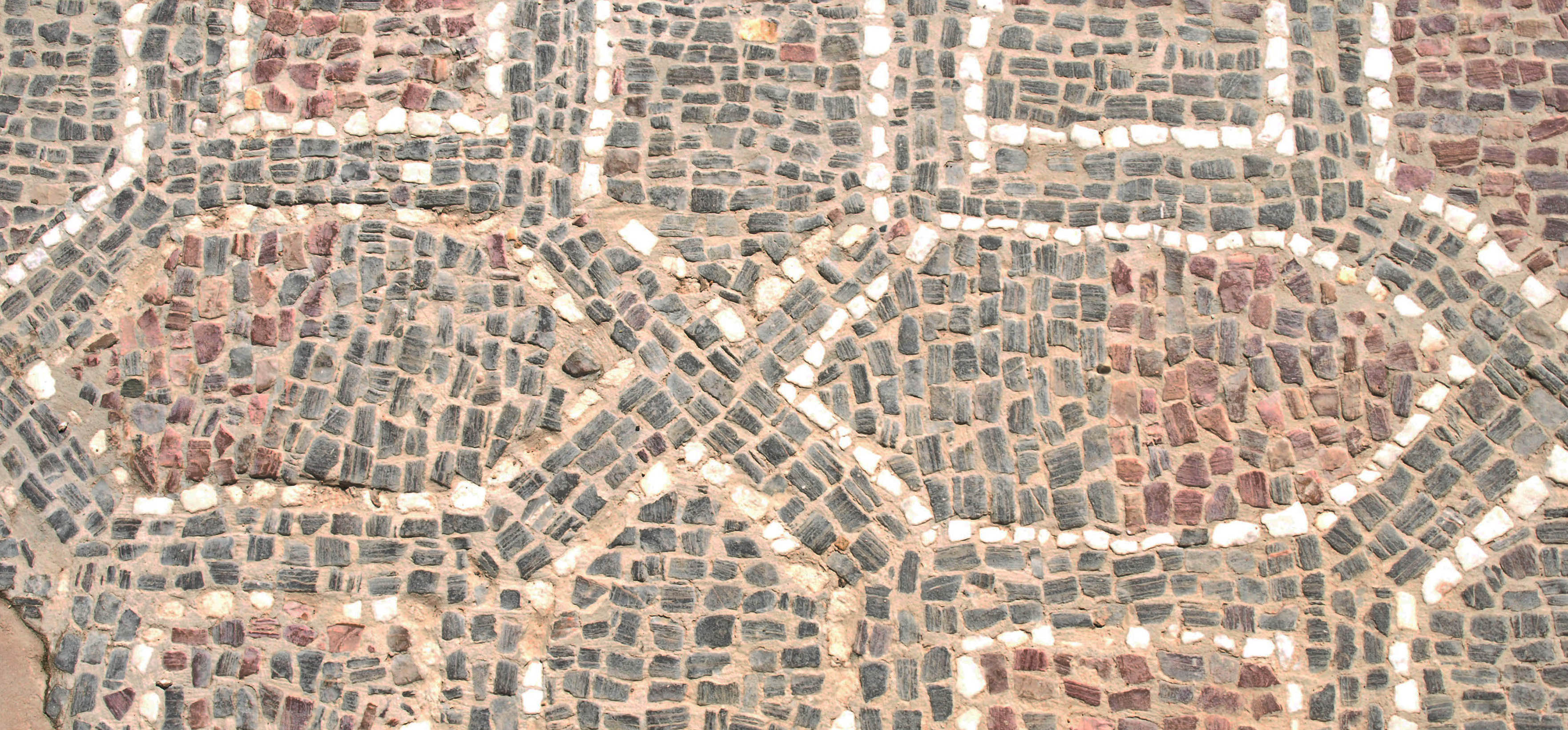
Mosaic de la primitiva basílica d'Ègara, descobert per Muncunill a les esglésies de Sant Pere

A Terrassa va executar importants projectes de planejament urbanístic i va configurar la imatge urbana de la ciutat modernista, on va desenvolupar solucions arquitectòniques d'una composició harmònica. L'amplada de les façanes dels edificis d'habitatges, les fàbriques i els magatzems situats en un entorn urbà estaven condicionades per una pauta de solars en múltiples de cinc metres. Aquesta imposició espacial, on cada amplada de cinc metres es coneixia com a casal o casa de cos, corresponia a la mida comuna de les bigues de fusta de l'època. El 1921 va construir el pont de les Fonts, sobre la riera de les Arenes, desaparegut a la riuada del 1962.
Es va interessar sempre per l'art i l'arqueologia, i va participar en diversos actes culturals. Fruit d'aquest interès va ser el descobriment del mosaic de la primitiva basílica del segle IV a l'antic cementiri, situat davant de l'església de Santa Maria i del mur retaule de Sant Pere de Terrassa.
Va morir a la seva llar del carrer del Puig Novell el 15 d'abril de 1931.

## Activitat professional a Terrassa en el canvi de segle
Quan Muncunill es va fer càrrec de la responsabilitat d'arquitecte municipal de Terrassa, la ciutat estava en un procés de transformació fruit d'un creixement desmesurat. Terrassa, que havia rebut el títol de «ciutat» el 1874, havia tingut com a primer arquitecte municipal Joan Baptista Feu i Puig als anys 1880 i s'havia encarregat un pla d'eixample al mestre d'obres local Miquel Curet el 1875, en una clara voluntat per deixar enrere la imatge de vila rural. Però aquest pla no va ser aprovat i fins al 1910 no es va comptar amb un pla d'eixample, obra d'Antoni Pascual Carretero, l'arquitecte municipal que va substituir Muncunill. La manca de perspectiva urbanística global va propiciar una construcció sense configuració ordenada dins de les parcel·les rurals. Des de l'Ajuntament es va mirar de corregir aquesta mancança amb l'aprovació de plans de rang menor, alguns dels quals dissenyats per Muncunill.

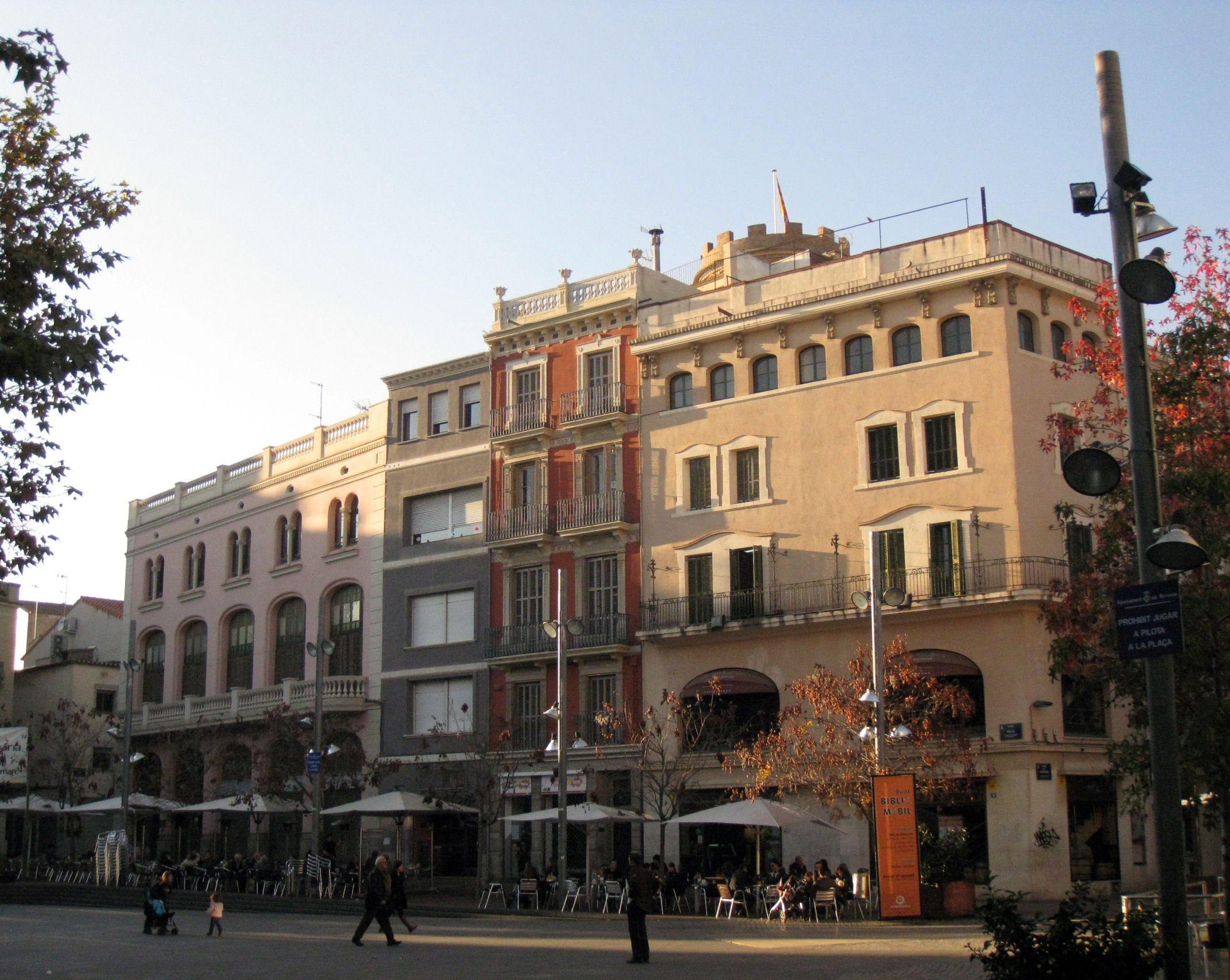
Banda nord de la plaça Vella, amb l'antic Cafè Colón a l'esquerra

Amb aquestes limitacions urbanístiques, es va abordar la remodelació del centre de la ciutat, la urbanització de la riera del Palau i del torrent de Vallparadís. Una de les actuacions al centre, la realineació del nord de la plaça Vella, va permetre a Muncunill construir el primer Cafè Colón. La canalització de la riera del Palau i la instal·lació de diversos ponts havien de permetre l'expansió de la ciutat cap a ponent. Muncunill va projectar el pont de davant del Portal de Sant Roc el 1899. Més endavant s'acabaria cobrint tota la riera i Muncunill, el 1911, es va encarregar del tram de la nova Rambla entre el carrer de la Rasa i el carrer Major.
També hi ha constància que va ser l'autor d'un projecte d'urbanització per al barri del Segle XX aprovat el 1902, i un altre de 1903 als terrenys de Can Boada, al sector nord-oest de la riera del Palau, per sota del carrer d'Ausiàs March.
La proliferació de la indústria en unes condicions laborals mancades de drets va venir acompanyada d'una degradació de les condicions higièniques i de superpoblació dels habitatges de la classe obrera. L'any 1911 es va promulgar la llei sobre les cases barates per mirar de pal·liar una situació cada cop més reivindicada pels moviments obrers. L'impacte a Terrassa va ser relativament baix i les iniciatives d'habitatges per als obrers varen ser més aviat obra d'accions filantròpiques que no pas d'una política d'habitatge determinada. Muncunill no va rebre gaires encàrrecs d'aquest tipus, entre els quals es comptaven les cases de Pau Gorina (1923) o les de Josep M. Ullé (1930), avui enderrocades.

## Estils i períodes a la seva obra
La seva obra començà dins l'historicisme, amb predomini del neogòtic (Ajuntament, 1900-1903) o neoromànic (Escola Industrial, 1901). El 1902 s'endinsà al modernisme, inspirat per Domènech i Montaner (casa Baltasar Gorina, 1902). Cap al 1905 aconseguí un llenguatge propi incorporant l'arc el·líptic, allunyat de tota referència decorativa (Masia Freixa, 1907-1910).

### Període historicista

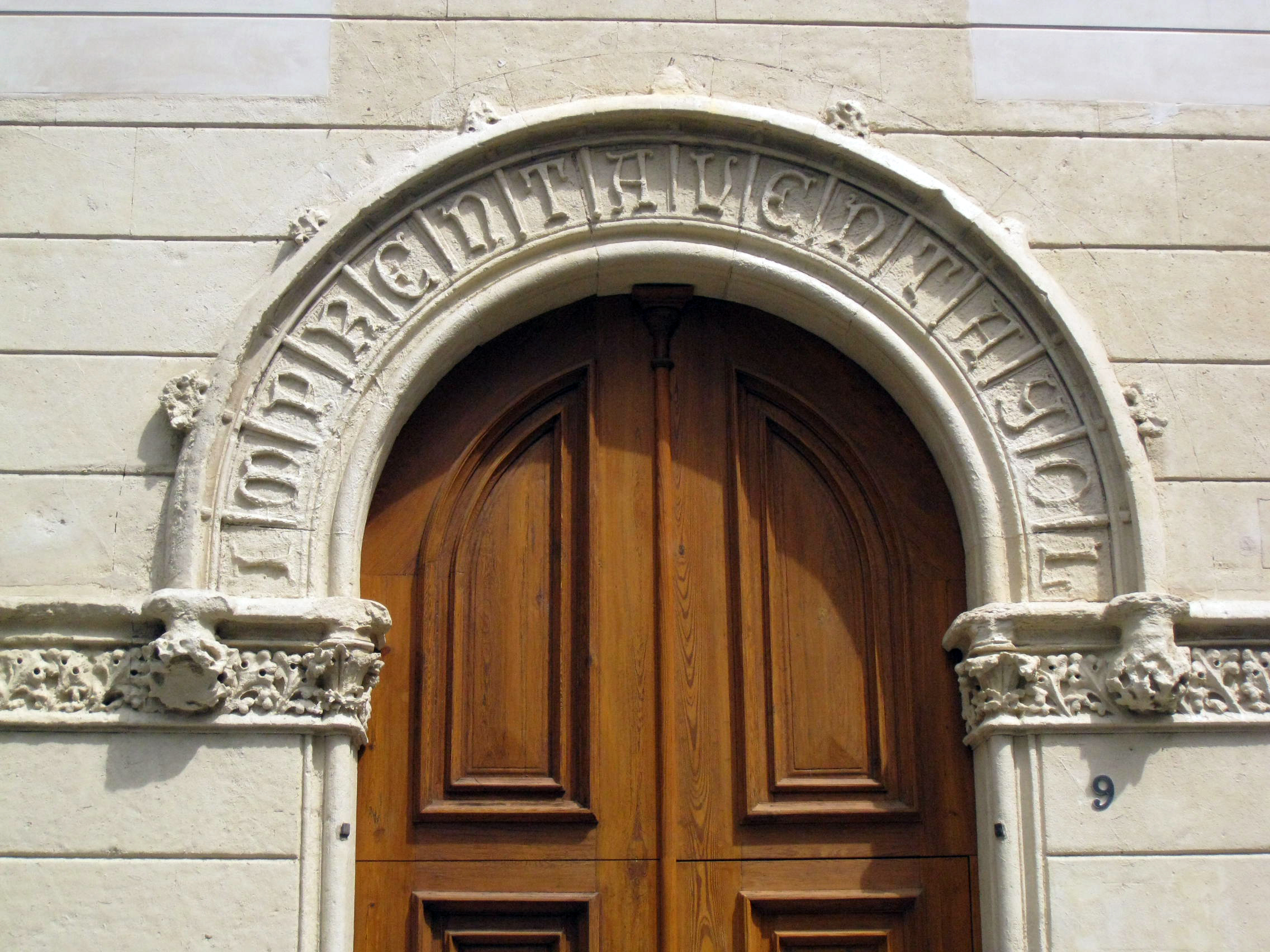
Detall del portal de la Impremta Ventayol

De la seva primera etapa historicista en destaca el magatzem Alfons Sala (1893), amb predomini d'elements decoratius d'origen neobarroc, amb frisos en ziga-zaga a les llindes de les portes i motllures que formen petits merlets. Una de les obres més conegudes d'aquest període és la Impremta Ventayol (1895), un edifici amb una destacada portalada de mig punt, amb el nom de l'empresa escrit amb gust goticista a l'extradós, emmarcant cadascuna de les lletres en quadrats. Les columnes que suporten l'arc acaben en petits capitells florals que s'integren en un fris que ocupa tota la façana i que està decorat amb motius florals, un element que Muncunill va fer servir a altres edificis neogòtics.
La utilització d'aquest estil en habitatges residencials és escàs. L'obra més senyorívola és la casa Joaquima Pujals, amb unes motllures gòtiques polilobulades a les finestres del primer pis, mènsules amb decoració de fulles d'heura sota el balcó i una barana de traceria a la terrassa. La casa Bonaventura Baltà (1902) conté ornaments d'acant i altres elements clàssics com gira-sols, rosers, pàmpols i tota una sèrie de detalls naturalistes, amb què s'afegeix als recursos utilitzats per altres arquitectes modernistes, com Domènech i Montaner i Gaudí. Una altra peça destacable va ser el projecte del primer Cafè Colón, una petita construcció que semblava un arc de triomf clàssic, amb columnes adossades als murs i un gran entaulament com a cornisa. L'estil actual és una ampliació i transformació del 1926.

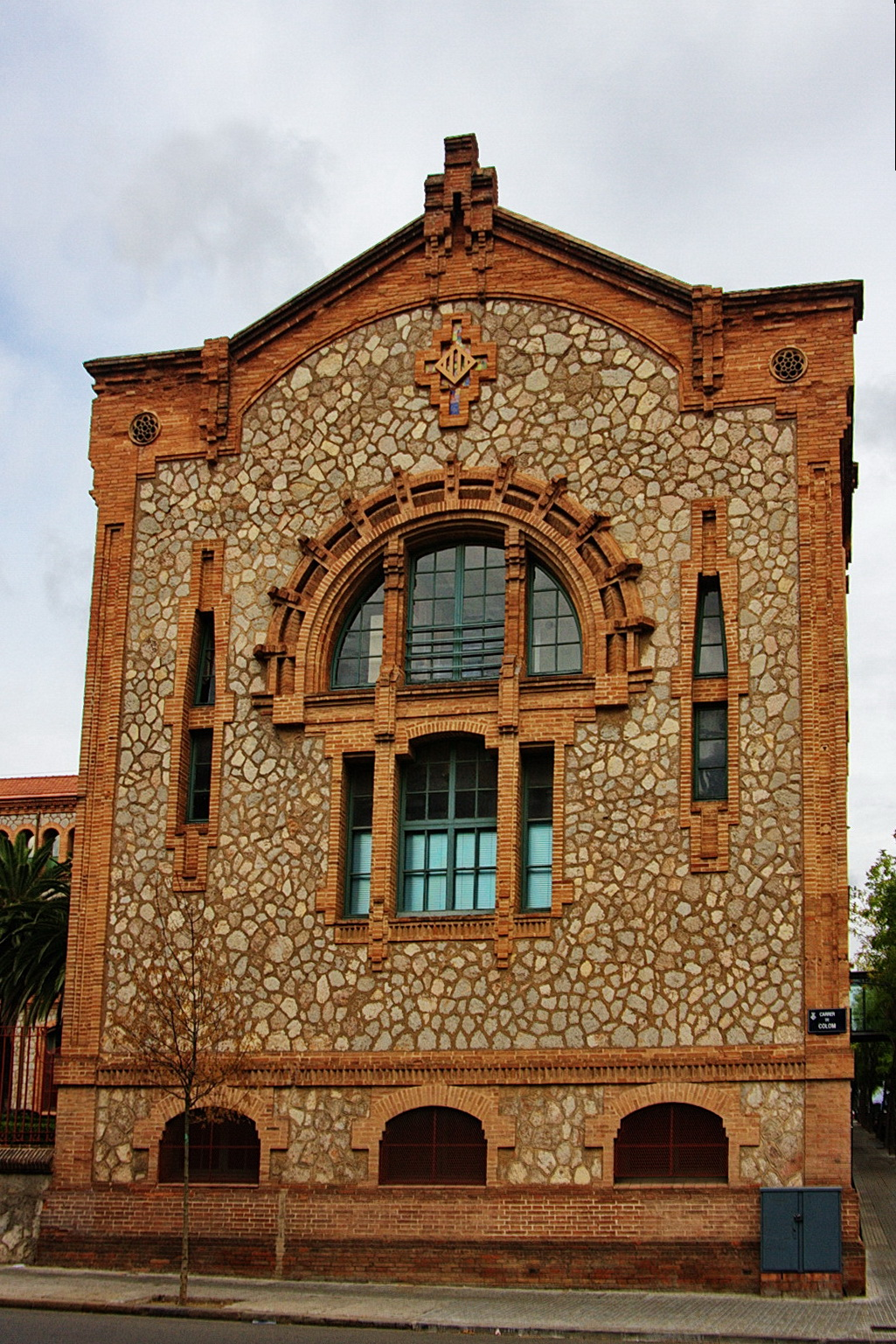
Palau d'Indústries, on s'observa l'ús del maó com a material per donar forma i color

Sens dubte les millors expressions d'aquest període corresponen a tres edificis públics: la Caixa d'Estalvis, enderrocada el 1957; l'Ajuntament de Terrassa, i el Palau d'Indústries o Escola Industrial. Pel que fa a la Caixa d'Estalvis, era un edifici de planta i dos pisos d'estil neogòtic, llevat del portal en estil barroc i la cornisa d'estil renaixentista. Les finestres, geminades, eren apuntades als dos pisos superiors i conopials a la planta baixa. Sobre la porta central de la façana del primer pis, que donava accés al balcó, hi havia un escut de la ciutat emmarcat amb una ornamentació floral que recordava les decoracions d'edificis civils medievals catalans.
L'edifici de l'Ajuntament de Terrassa, un encàrrec que va dur a terme com a arquitecte municipal, es va construir en tres fases i, tot i que Muncunill només en va realitzar la primera, va ser força respectat el projecte original per part dels seus successors. L'edifici consta de planta baixa i dos pisos, amb una façana profusament decorada on es combinen diversos elements arquitectònics i ornamentals propis de l'estil gòtic, com els tres arcs apuntats de la portalada que configura un atri o porxada, les finestres del pis principal, les balustrades, els pinacles, els gablets o els relleus de temàtica vegetal. El primer pis compta amb una gran balconada a la qual s'obren cinc portes d'arc apuntat molt decorades. Al segon pis hi ha només quatre finestres amb una decoració menys profusa i el gablet projectat originalment i construït el 1986, que al centre allotja l'escut de la ciutat i un rellotge.
El projecte del Palau d'Indústries va ser simultani al de l'Ajuntament; es va impulsar el 1901 per un decret ministerial que creava nou escoles superiors a tot Espanya i se'n va posar la primera pedra el 9 de maig de 1902. Va projectar un gran edifici en forma d'«U» inspirant-se en l'edifici de la Universitat de Barcelona d'Elies Rogent (1856), també admirador d'Eugène Viollet-le-Duc. Muncunill remarca molt l'edifici central respecte a les ales i modernitza el disseny introduint el color, el maó i els elements ceràmics que ressalten amb la pedra del paredat. Fa servir el maó per dissenyar formes decoratives en ziga-zaga o formant escacats i, com també va fer al convent de les Josefines, l'utilitzà per crear l'emmarcament de l'edifici i dels buits configurant un contenidor per a la pedra sense polir del paredat que li aporta un aire més rústic.
Al començament del segle xx va anar abandonant l'historicisme, evolucionant cap a formes modernistes amb la seva pròpia forma d'entendre l'arquitectura al marge de la decoració excessiva.

### Període modernista

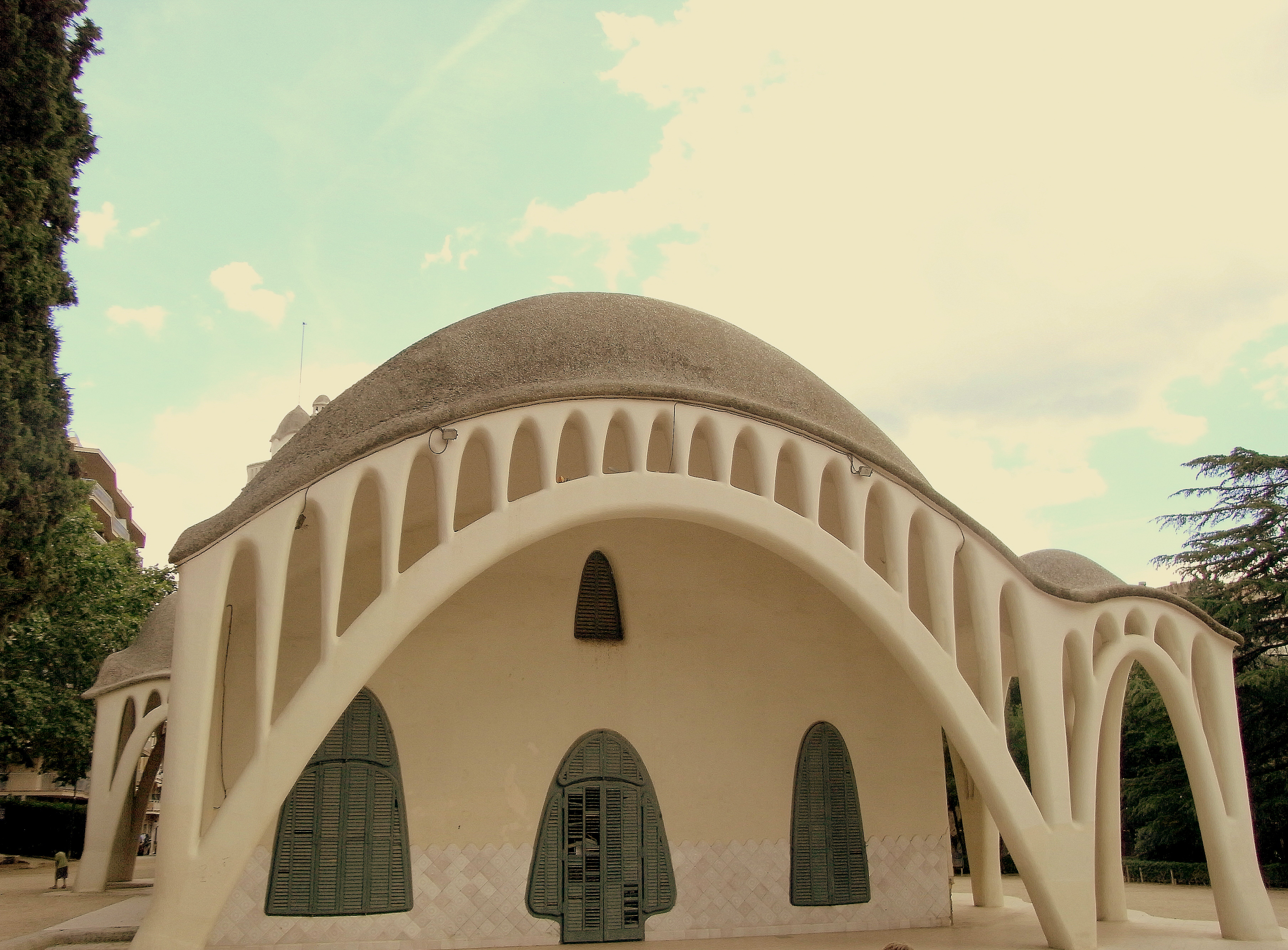
L'ús d'arcs parabòlics, fins i tot a les finestres, per aconseguir una distribució més harmònica de les càrregues, l'acosta a la visió gaudiniana del modernisme (a la imatge, la Masia Freixa)

La concepció que Muncunill tenia del modernisme es limitava a l'aplicació d'elements decoratius procedents de l'Art Nouveau a les façanes, deixant de banda les «exageracions modernistes», en paraules seves. Per contra, era defensor de la visió gaudiniana de l'edifici com un organisme integrador de les seves parts i amb una orientació clarament funcional. Aquesta concepció derivava directament de la teoria organicista de Viollet-le-Duc, defensora de l'arquitectura gòtica per sobre de la clàssica, ja que integra amb coherència els elements sustentadors i els sostinguts. La teoria organicista va influir en bona part dels arquitectes modernistes catalans.
L'expressió d'aquestes idees la va reflectir en un article anomenat «Arquitectura moderna» publicat el 1913. Segons hi expressava, «Els edificis s'han de concebre com els arbres o com el cos humà, on la constitució interna s'harmonitza amb la forma externa de cada individu». Però per a ell aquesta integració va més enllà que la proposta gòtica i proposa una adaptació natural dels elements sustentadors per integrar-se, eliminant feixucs contraforts. Així, comparant la integració dels ossos i tendons dins del cos humà, diu: «Els tirants interns no són contraris a la veracitat de l'art […] podem crear voltes amb tirants ocults i arcs apuntats sense que ningú pensi que és una falsa construcció, igual que en veure un home dempeus, indica que l'os és dins de la carn, encara que no es vegi».
En la línia de les influències de Viollet-le-Duc que Domènech i Montaner i altres ja aplicaven, era defensor d'integrar totes les tècniques constructives al voltant de l'arquitectura moderna per després triar les més adients en cada cas. Segons ell, «L'art no ha d'estar supeditat a la materialitat de l'execució, però la construcció és un mitjà tan poderós que no es pot edificar sense considerar-la».

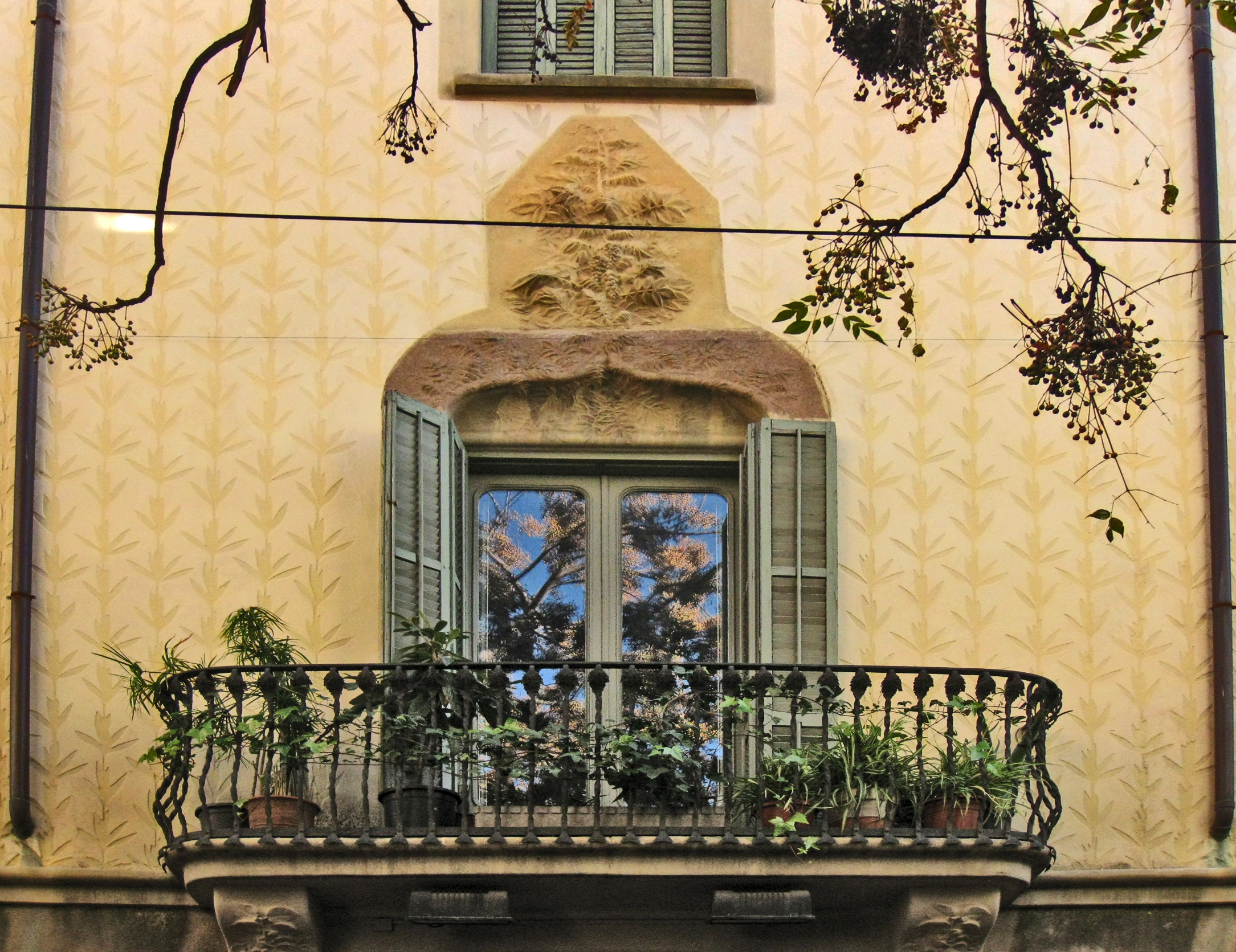
Esgrafiats i decoració escultòrica de motius florals a la casa Joan Barata

La seva sòbria interpretació del modernisme no li impedí d'aplicar elements decoratius a façanes i capitells. A Europa s'imposaven els corrents inspirats directament en models extrets de la natura. A la revisió del gòtic que havia impulsat Viollet-le-Duc se sumava la mentalitat romàntica dels britànics Augustus Pugin i John Ruskin, el primer autor de la reconstrucció neogòtica del Palau de Westminster i el segon un ideòleg que defensava la integració entre arquitectura i naturalesa. La influència del seu pensament va arribar a Catalunya de la banda d'intel·lectuals i artistes afins a la cultura britànica i l'estil victorià, com Joan Martorell i Alexandre de Riquer. Si Martorell va influir a les primeres obres de Gaudí en la seva inspiració de la natura, De Riquer va estar vinculat amb Terrassa i, molt probablement, va conèixer personalment Muncunill. Així, es troba un repertori ornamental floral a la decoració neogòtica de l'Ajuntament o a edificis eclèctics com la casa Bonaventura Baltà (1902) i als sotabalcons de l'Hotel Peninsular, i el màxim exponent es troba a la façana de la casa Joan Barata, amb uns esgrafiats de disseny floral que la decoren tota sencera i un gablet de pedra que també aplicaria a la casa Concepció Monset.

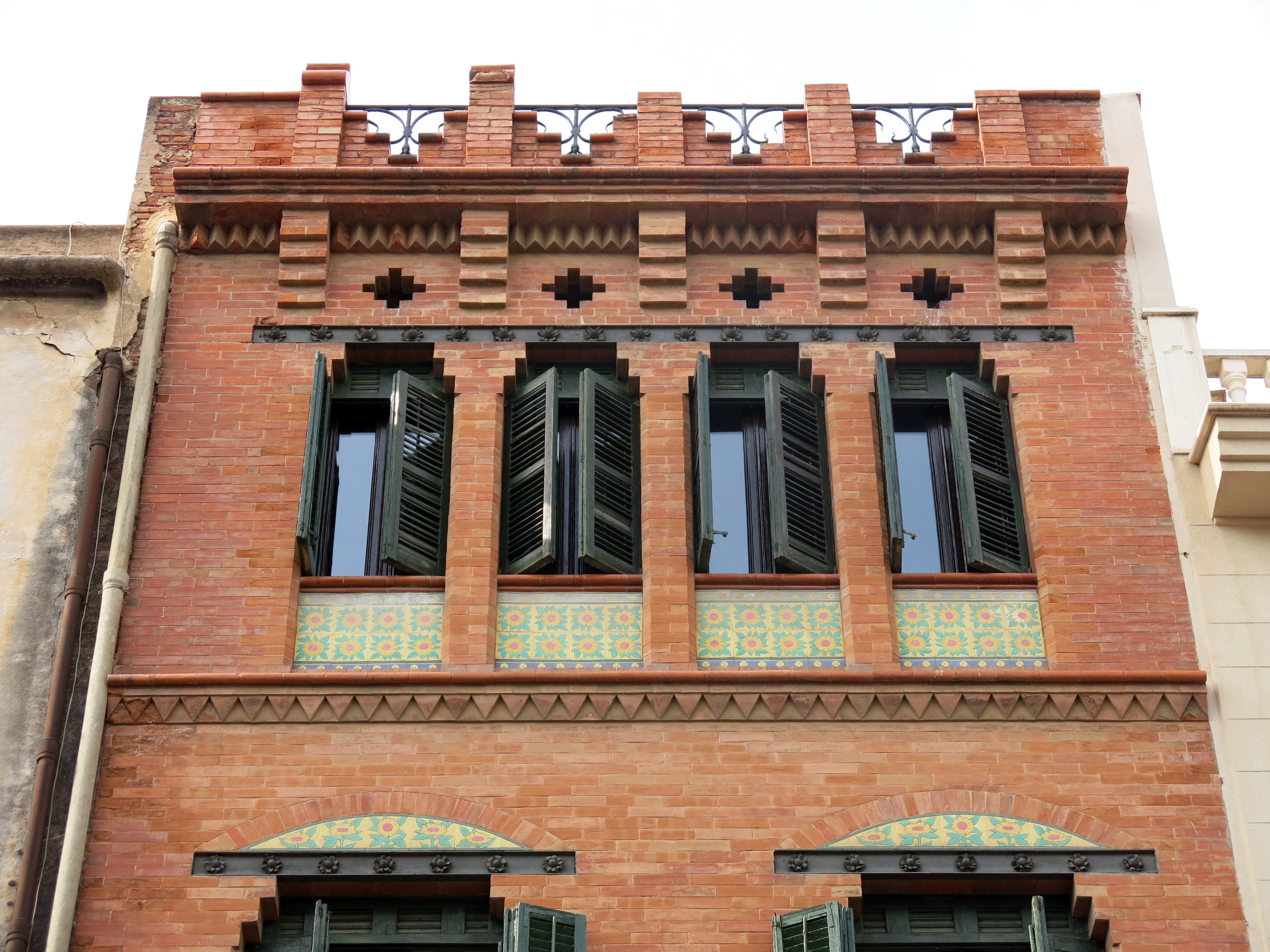
Detall del pis superior de la casa Baltasar Gorina, amb un seguit de finestres amb falsos arcs i cornisa emmerletada

D'aquest període en són mostres significatives la casa Baltasar Gorina, amb una excel·lent combinació del maó dominant la major part de la façana amb la pedra a la planta baixa, les biguetes de ferro vist i la ceràmica de colors vius i dibuixos florals. Una combinació que també llueix la façana del magatzem d'Emili Matalonga.
Tot i anar deixant enrere la influència de Domènech i Montaner, no deixà de fer servir el maó en edificis industrials importants com la Societat General d'Electricitat o el Vapor Aymerich, Amat i Jover, obra d'analogia temàtica i estilística amb la Fàbrica Casaramona del seu contemporani i company d'estudis Puig i Cadafalch.
Amb el canvi de segle, la influència de l'Art Nouveau, catapultat per l'Exposició Universal de París de 1900, va tenir un gran ressò entre artistes i arquitectes catalans. La combinació de les formes corbes i parabòliques es comença a introduir en els gustos locals i Muncunill començà a adoptar-les com a via d'evolució del seu catàleg de formes de la natura. Segons va expressar: «A la figura humana no existeix la línia recta, ni la superfície plana, ni tan sols l'arc en rodó, sinó suaus corbes en harmonia amb les funcions que ha de viure cada òrgan. Les línies rectes i els angles són durs i àrids, mentre que les corbes suaus representen la flexibilitat i la dolçor, en resum: la vida». Aquestes paraules són molt similars al pensament d'Antoni Gaudí quan va dissenyar la casa Milà. Una mostra d'aquesta suavitat en les corbes defensada per Muncunill es pot veure a la casa Bogunyà, recentment reconstruïda i ampliada, que és un exponent de la simplicitat que caracteritza la següent etapa de l'arquitecte.

### El llenguatge propi
Tot i pertànyer a una altra generació, Muncunill es va avançar al procés de transformació que els arquitectes modernistes de la segona generació com Raspall, Balcells o Masó varen incorporar en la seva evolució del seu llenguatge des del modernisme cap al noucentisme. Enllaçant amb un cert gaudinisme, va aplicar una interrelació entre expressió i construcció, com a la Masia Freixa, quan no una connexió exterior-interior, com ho fa amb l'ús de la coberta parabòlica del Vapor Aymerich, Amat i Jover reforçant la continuïtat ininterrompuda de superfícies.

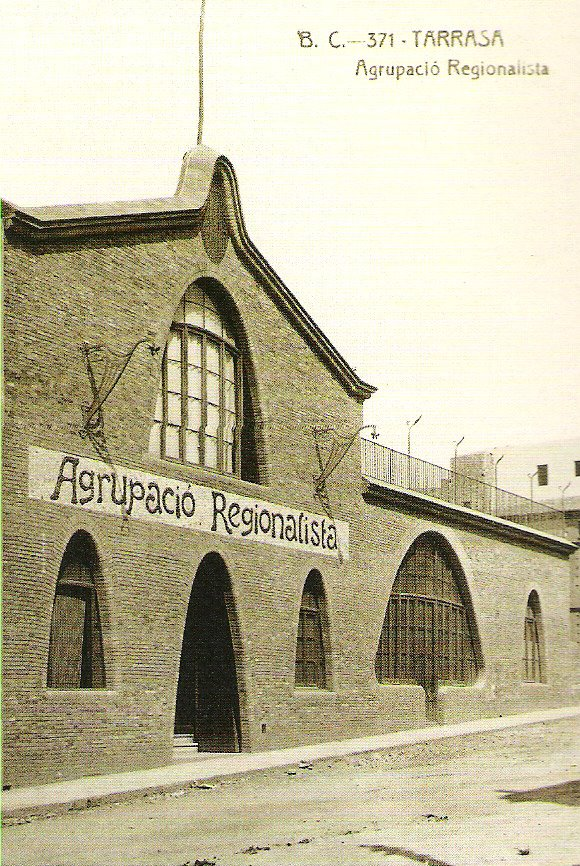
La desapareguda Agrupació Regionalista

Fa una aplicació sistemàtica dels arcs parabòlics en façanes com al magatzem Alegre, amb una sobrietat que recorda la casa Bogunyà, amb una decoració simulant pinacles sobre les finestres superiors que s'emmarquen en sengles gablets.
Obres desaparegudes amb aquest disseny són el magatzem de Josep Benet (1904) i, molt especialment, la seu de l'Agrupació Regionalista, un edifici de maó vist amb portes i finestres formades per arcs de gran envergadura. En aquest cas, va fer una utilització estructural d'uns arcs peraltats, també parabòlics, que formen la volta de la coberta. Era un encàrrec fet per aquesta societat cultural el 1906, que va ser inaugurat el 29 de juny de 1907. L'any 1961 va ser enderrocat per construir l'actual edifici de correus. El mateix 1907 va aplicar la fórmula dels arcs parabòlics a la capella de les Josefines, un model que seguirà a la sagristia i a la capella del Santíssim de la basílica del Sant Esperit, el febrer de 1908. Com va fer al convent de les Josefines, a la Masia Freixa la incorporació dels arcs parabòlics supera l'aplicació ornamental als buits per passar a formar l'estructura, amb què s'aconsegueix la màxima simplicitat i elasticitat.
No hi ha habitatges amb aquest tipus d'arc a Terrassa, però destaca la magnífica aplicació que fa d'aquesta tècnica a la Torre de l'Àngel de Matadepera. Muncunill va recuperar el maó per emmarcar els buits i la pedra sense polir per crear un paredat similar als del seu període historicista, si bé l'estètica global està dominada per les formes parabòliques que fa servir també a les portes interiors amb vitralls.

## Tècniques i materials constructius

### El maó en l'obra de Muncunill
La solució de les façanes a l'obra de Muncunill és diversa però manté uns trets distintius. L'ús del maó vist és potser el factor comú de les seves realitzacions, tant utilitzant-lo com a únic element —llis o aplicat en escacat o a sardinell, creant formes que decorin la façana— com si és combinant-lo amb estuc i carreus irregulars per formar un paredat. A la casa Baltasar Gorina es pot veure el maó dominant la major part de la façana i deixant que la pedra serveixi per emmarcar els buits de la planta baixa. Un altre exemple d'aquest ús total del maó vist és el vapor Marcet i Poal, quasi dues dècades posterior. Sovint fa servir maó premsat i envernissat, que en reforça el color argilós i en millora els acabats. Aquest és el cas de la Societat General d'Electricitat, el Condicionament Terrassenc o la Fundació Busquets.
La combinació de maó creant estructures que defineixen i remarquen els buits i omplir la resta de mur amb carreus irregulars que donen forma a un paredat va ser una solució habitual dels arquitectes de l'època, que Muncunill va utilitzar en construccions com el convent de les Josefines, el magatzem Joan Fontanals —actual Banc de Sabadell— o el Palau d'Indústries (l'Escola Industrial). De forma anàloga, i amb un aire menys historicista i més proper a un disseny modernista, sovint emprava l'estuc en lloc dels carreus, amb què aconseguia que el maó adquirís una funció més decorativa i menys estructural. Aquesta solució es troba habitualment als habitatges o construccions de dimensions més reduïdes, com a la casa i magatzem de Josep Casanovas, on la meitat que correspon a l'habitatge és feta d'una combinació d'estuc i maó i la façana del magatzem és completament de maó, amb formes decoratives i merlets esglaonats per mantenir una harmonia decorativa amb l'habitatge.

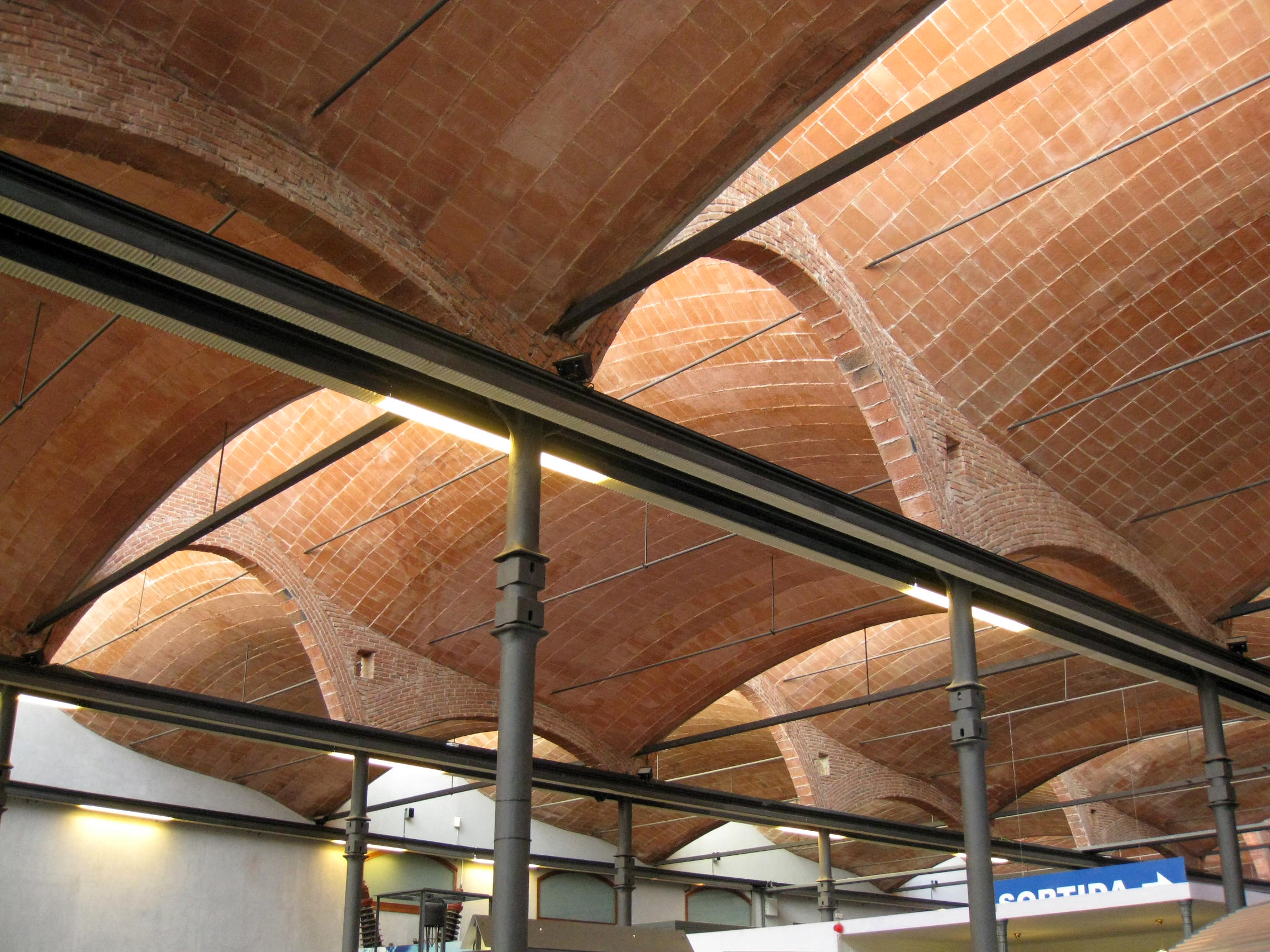
Sostre de volta catalana del Vapor Aymerich, Amat i Jover

Amb tot, l'ús més característic del maó que fa Muncunill és a les teulades fetes amb la tècnica de la volta catalana. Aquesta tècnica de construcció tradicional catalana consisteix a cobrir l'espai mitjançant una volta de maons col·locats per la part plana, és a dir, per la cara de superfície més gran, situant les peces en paral·lel o en espiga. S'uneixen les peces amb morter i a sobre s'hi col·loca una altra capa amb les peces capiculades respecte a les primeres, també amb un gruix de morter. Es tracta d'una tècnica d'origen gòtic, possiblement importada d'Itàlia, que es pot observar al claustre de la cartoixa de Montalegre del segle xv (a Tiana). Després de caure en desús, l'arquitecte Rafael Guastavino la va recuperar i universalitzar mitjançant el seu Essay on the Theory and History of Cohesive Construction del 1893, un fet que va influir en bona part dels arquitectes modernistes que començaven, entre ells Gaudí. Guastavino havia defensat aquesta tècnica per la seva prevenció d'incendis i Muncunill la identificà com una bona solució per al tipus d'edificacions industrials que va haver de fer. Aplica una innovació com és la incorporació de tirants d'acer, que li donen encara més resistència. El domini d'aquesta tècnica adquirit per l'arquitecte li permet fer-la extensiva amb formes més capricioses i un caràcter decoratiu, com és el cas de la Masia Freixa, on la utilització de la volta catalana configura els anomenats «ous» característics de l'edifici.

### L'ús del ferro

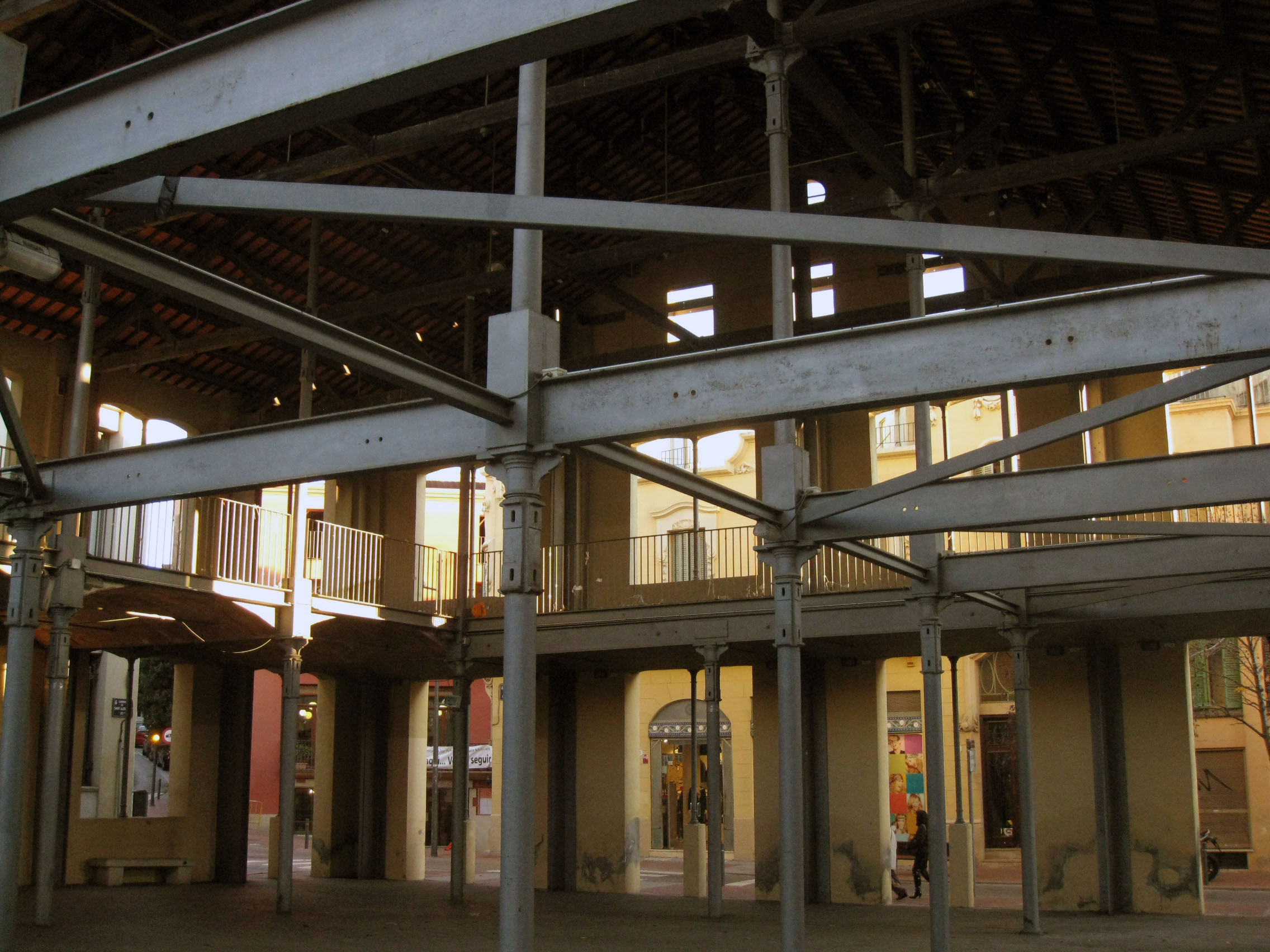
Estructures al Vapor Ventalló

La utilització del ferro destaca en la construcció de les seves naus industrials, una experiència que va aprofitar posteriorment per aplicar-la als habitatges de casa de cos, on va introduir la bigueta de ferro com a suport al revoltó i com a bigues lliures a la façana, com a la casa Baltasar Gorina (1902). A les construccions industrials feia servir tirants per lligar les voltes fetes amb la tècnica de maó de pla, com a la fàbrica de Josep Sala (1904) o a la Societat General d'Electricitat (1908). Al Vapor Aymerich, Amat i Jover afegeix, a més, pilars de ferro fos sobre els quals recolza les voltes, una solució que ja havia utilitzat al magatzem Ventalló i Tusell (1897). Posteriorment, va aplicar una estructura metàl·lica integral al taller Gibert i Junyent (1911), on soluciona la complexa estructura de l'edifici de planta basilical amb acer a bigues, pilars i cobertes.

### Influència en la distribució de la casa de cos
A Terrassa, com en altres pobles d'origen rural, el sistema típic de construcció per als habitatges unifamiliars era la casa de cos, que, amb una amplada limitada a una crugia de cinc metres, situava el passadís de distribució a un costat i un seguit d'habitacions una a continuació de l'altra, situant al fons la cuina, el menjador i els serveis. La capacitat d'innovar en el disseny es limitava a determinar quina funció —menjador, dormitori o despatx— es donava a la primera cambra, la que donava al carrer, anomenada «quarto de reixa». Muncunill en va fer una reinterpretació començant per la façana d'estil modernista i adaptant la distribució a les noves necessitats d'emmagatzematge i oficines comercials. Va convertir la planta baixa en una gran nau i la planta superior en despatxos. Va situar l'escala dels magatzems just a l'entrada per facilitar l'accés als pisos superiors i, als habitatges residencials, les va situar al centre de l'edifici.

## Principals obres
Moltes de les seves obres estan documentades i catalogades, si bé dins de la seva activitat com a arquitecte municipal va participar en intervencions que no han quedat documentades o que no es varen arribar a fer mai. Una bona part de la seva creació ha estat destruïda com a resultat de l'evolució urbanística de la ciutat de Terrassa, que ha transformat bona part dels equipaments industrials.
La següent llista no es pot considerar com a exhaustiva.

### Matadepera
| Any  | Nom              | Adreça                                                                                   | Descripció | Estat    | Foto |
| ---- | ---------------- | ---------------------------------------------------------------------------------------- | --- | -------- | ---- |
| 1907 | Torre de l'Àngel | Carretera de Talamanca, km 7 41° 37′ 41.36″ N, 01° 59′ 52.9″ E / 41.6281556°N,1.998028°E | L'edifici és una casa d'estiueig que es pot definir com una fusió entre l'estil tradicional de la masia catalana i el modernisme vigent a l'època. A la façana principal i a la galeria lateral destaquen uns arcs parabòlics molt identificatius. És realitzada amb maó vist combinat amb trencadís i ferro forjat com a elements més característics i que li imprimeixen un clar estil modernista. | Correcte |      |

### Rubí
| Any  | Nom                          | Adreça                                                                                           | Descripció | Estat    | Foto                         |
| ---- | ---------------------------- | ------------------------------------------------------------------------------------------------ | --- | -------- | ---------------------------- |
| 1911 | Torre Ezpeleta               | Carrer de Xile, 3 41° 29′ 33.04″ N, 02° 01′ 58.9″ E / 41.4925111°N,2.033028°E                    | Torre a quatre vents amb planta i pis i un ampli jardí, amb una tanca de forja. Té una torre d'aigües amb un parell de nivells més. És d'un clar disseny de transició del modernisme, especialment els acabats de trencadís, cap al noucentisme, com la forja dels balcons. | Correcte | Torre Ezpeleta               |
| 1921 | Cases de la plaça de Pearson | Plaça del Doctor Pearson, 1-6 41° 29′ 13.15″ N, 2° 1′ 54.15″ E / 41.4869861°N,2.0317083°E        | Conjunt de sis habitatges eclèctics de factura similar, de planta baixa i pati a la part de darrere, amb alguns trets modernistes, com l'acroteri ondulant de les tres primeres, les més properes al carrer de l'Abat Escarré. Tot aquest sector va ser urbanitzat després de l'arribada del ferrocarril el 1918.                                                                                                | Regular  | Cases de la plaça de Pearson |
| 1923 | Ajuntament                   | Plaça de Pere Aguilera, 1 41° 29′ 37.24″ N, 02° 01′ 51.77″ E / 41.4936778°N,2.0310472°E          | Edifici preexistent que va ser reformat per Muncunill, especialment la primera planta. | Correcte | Ajuntament de Rubí           |
| 1923 | L'Escardívol                 | Carrer de Cadmo / Carrer de Terrassa 41° 29′ 39.19″ N, 2° 1′ 47.12″ E / 41.4942194°N,2.0297556°E | Una antiga fàbrica coneguda popularment com «la Pelleria» per l'antiga activitat industrial de tints i acabats, actualment és seu de la biblioteca municipal i d'altres serveis culturals i educatius. Se'n conserven dues naus allargades, comunicades per un estret passadís, i la xemeneia de maó. Muncunill en va dissenyar la nau nord, de maó vist, després d'un incendi que va destruir part del complex. | Correcte | L'Escardívol                 |

### Sabadell
| Any  | Nom                                   | Adreça | Descripció | Estat    | Foto                 |
| ---- | ------------------------------------- | --- | --- | -------- | -------------------- |
| 1920 | Fàbrica Sallarés Deu / Hilados Mohair | Carrer de Cellers / Carrer de Jacint Verdaguer / Carrer de Viladomat / Carrer de la Reina Elionor 41° 32′ 22.92″ N, 02° 6′ 7.92″ E / 41.5397000°N,2.1022000°E | Antiga fàbrica tèxtil amb estructura de vapor, formada per quatre naus d'uns 12 metres d'ample per uns 50 metres de llarg, separades pels típics patis de drapaires i cobertes amb teulada a doble vessant. La totalitat de les façanes es troben acabades amb obra vista de maó massís. El conjunt ocupa tota una illa al barri de Gràcia. | Correcte | Fàbrica Sallarés Deu |

### Terrassa
| Any         | Nom                                                           | Adreça | Descripció | Estat       | Foto                                                          |
| ----------- | ------------------------------------------------------------- | --- | --- | ----------- | ------------------------------------------------------------- |
| 1893        | Magatzem Alfons Sala                                          | Carrer del Puig Novell, 14-16 41° 33′ 44.08″ N, 02° 00′ 49.9″ E / 41.5622444°N,2.013861°E                            | Conegut també com a Magatzem Ventalló i Tusell, és un edifici de planta i un pis, encara amb un llenguatge historicista. La gran balconada central està suportada per potents mènsules, com també ho està el voladís de la cornisa. Actualment allotja el Registre de la Propietat de Terrassa. | Restaurat   | Magatzem Alfons Sala                                          |
| 1893        | Fàbrica Albiñana Ribas «la Farinera»                          | Carrer de Sant Gaietà / Carrer de Cervantes 41° 34′ 02.38″ N, 02° 00′ 34.03″ E / 41.5673278°N,2.0094528°E            | Està formada per un conjunt de naus de planta baixa que ocupen un parell d'illes de cases compreses entre els carrers de Sant Gaietà, Cervantes, Mare de Déu dels Àngels i Sant Valentí. L'edifici de tres pisos que hi ha a la cantonada del carrer de Cervantes és el més antic. La resta d'ampliacions són del 1899, 1900 i 1907. | Regular     | Fàbrica Albiñana Ribas                                        |
| 1894        | Casa Joaquim Freixa                                           | Raval de Montserrat, 40 41° 33′ 46.71″ N, 02° 00′ 37″ E / 41.5629750°N,2.01028°E                                     | Una de les primeres obres de l'arquitecte a Terrassa feta en estil neogòtic de la primera etapa, un disseny inhabitual per a habitatges i reservat per als edificis de caràcter públic. L'arquitecte plantejà com a novetat una planta semisoterrània. Cal destacar-ne els treballs de ferro forjat de les baranes exteriors. | Correcte    | Casa Joaquim Freixa                                           |
| 1895        | Impremta Josep Ventayol                                       | Plaça de Mossèn Jacint Verdaguer, 9 41° 33′ 59.13″ N, 02° 00′ 47.9″ E / 41.5664250°N,2.013306°E                      | Petit magatzem d'estil eclèctic que destaca per l'ornamentació de l'arc de la porta d'entrada. L'edifici ha estat totalment transformat i només se'n conserva el portal. | Transformat | Impremta Ventayol                                             |
| 1897        | Casa Joaquima Pujals                                          | Carrer del Nord, 67 41° 34′ 01.53″ N, 02° 00′ 48.26″ E / 41.5670917°N,2.0134056°E                                    | També coneguda com a Casa Puigarnau, és un edifici de planta baixa i dos pisos, d'estil modernista historicista amb referències neogòtiques al voltant dels finestrals, especialment al pis principal, amb destacats arcs conopials amb traceria. Allotja un col·legi. | Correcte    | Casa Joaquima Pujals                                          |
| 1897        | Quadra del Vapor Ventalló                                     | Carrer de la Rasa / Carrer de Sant Llorenç 41° 33′ 51.71″ N, 02° 00′ 38.7″ E / 41.5643639°N,2.010750°E               | D'aquest vapor se'n van conservar tres quadres fins a l'any 1998. Actualment només en queda la que és obra de Muncunill. És una nau industrial de dues plantes on s'utilitzà l'estructura metàl·lica de pilars de fosa i bigues d'acer, la qual és fàcilment visible ja que la nau només conserva les parets que donen als dos carrers, mentre que per les altres dues bandes està oberta i forma un espai públic, la plaça del Vapor Ventalló. | Transformat | Vapor Ventalló                                                |
| 1898        | Casa i magatzem Josep Casanovas                               | Carrer de Sant Leopold, 25-27 / Carrer de Sant Isidre, 2 41° 34′ 00.2″ N, 02° 00′ 46.85″ E / 41.566722°N,2.0130139°E | Conjunt de dues edificacions contigües, casa i magatzem. Les façanes combinen l'estucat amb el maó vist, material que s'empra també per ressaltar les obertures i les cornises. | Correcte    | Casa i magatzem Josep Casanovas                               |
| 1899        | Quadra del Vapor Ros                                          | Carrer del Portal Nou, 9 / Carrer del Racó, 15 41° 33′ 42.43″ N, 02° 00′ 48.24″ E / 41.5617861°N,2.0134000°E         | Nau industrial contigua a la residència de Mariano Ros, al carrer de l'Església. Actualment els ambients en què ha estat dividida interiorment tenen usos diversos. | Regular     | Vapor Ros                                                     |
| 1900 — 1901 | Ajuntament                                                    | Raval de Montserrat, 16-20 41° 33′ 46.63″ N, 02° 00′ 36.77″ E / 41.5629528°N,2.0102139°E                             | La façana i la sala capitular són dissenys de Muncunill, que en va dirigir les obres fins a l'any 1903. La construcció la va continuar el nou arquitecte municipal, Antoni Pascual. Amb tot, no va ser fins al 1986 quan es va acabar la façana segons el projecte original, amb una portalada amb tres arcs apuntats que donen accés a un atri. El primer pis té cinc finestres amb arc apuntat, amb una balconada també de pedra. Al pis superior compta amb quatre finestres de factura més senzilla. És considerada l'obra neogòtica pública més representativa de la producció de Muncunill. De l'interior, en destaca el saló de plens i l'escala d'accés al primer pis, que es va construir l'any 1945. | Correcte    | Ajuntament de Terrassa                                        |
| 1900 — 1906 | Convent de les Germanes Josefines                             | Carrer del Concili Egarenc, 4 (la Cogullada) 41° 33′ 20″ N, 02° 00′ 22″ E / 41.55556°N,2.00611°E                     | Edifici de grans proporcions que ocupa tota una illa, amb façanes a tres carrers i pati tapiat al darrere. | Correcte    | convent de les Germanes Josefines                             |
| 1900        | Casa Sanmartí                                                 | Passeig del Comte d'Ègara, 14-16 41° 33′ 46.31″ N, 02° 00′ 55.82″ E / 41.5628639°N,2.0155056°E                       | Gran construcció que, com la majoria de les situades al Passeig, té una amplada superior al casal. Es caracteritza per la seva austeritat ornamental. | Correcte    | Casa Sanmartí                                                 |
| 1901        | Magatzem Joan Fontanals                                       | Carrer Nou de Sant Pere / Carrer del Passeig 41° 33′ 55.81″ N, 02° 00′ 49.24″ E / 41.5655028°N,2.0136778°E           | Conegut també com a Magatzem Salvans, és una de les primeres obres de Muncunill en què trobem elements de clara influència modernista, en l'aplicació d'elements ceràmics i en els tipus de lletres que anunciaven el magatzem, que han desaparegut. La façana que dona al carrer Nou de Sant Pere ha estat totalment transformada per al seu ús com a oficina bancària. | Transformat | Magatzem Joan Fontanals                                       |
| 1902        | Casa Bonaventura Baltà                                        | Carrer de Sant Antoni, 84-86 41° 33′ 55.25″ N, 02° 00′ 58.57″ E / 41.5653472°N,2.0162694°E                           | Edifici d'estil eclèctic de planta baixa i dos pisos. | Regular     | Casa Bonaventura Baltà                                        |
| 1902        | Casa Baltasar Gorina                                          | Carrer de la Font Vella, 93 41° 33′ 47″ N, 02° 00′ 52.27″ E / 41.56306°N,2.0145194°E                                 | Residència familiar del constructor d'obres Baltasar Gorina. És un edifici de planta baixa i dos pisos, de maó vist, amb rajoles i bigues de ferro lliure a les finestres. L'edifici recull una influència de l'estil de Domènech i Montaner. Especialment destacats són els treballs de forja de les baranes i el sotabalcó del pis principal. Actualment és la seu de l'empresa Alerta Prevenció, S.L. | Correcte    | Casa Baltasar Gorina                                          |
| 1902        | Conjunt de cases unifamiliars a la carretera de Rubí, 171-191 | Carretera de Rubí, 171-191 41° 33′ 47″ N, 02° 00′ 52.27″ E / 41.56306°N,2.0145194°E                                  | Conjunt de dotze habitatges entre mitgeres, agrupats en tres mòduls esglaonats de quatre cases i que consten de planta baixa i pis, amb façanes de composició molt senzilla i coberta de teula a dos vessants. Els habitatges tenen pati a la part posterior. | Correcte    | Conjunt de cases unifamiliars a la carretera de Rubí, 171-191 |
| 1902 - 1904 | Escola Industrial                                             | Carrer de Colom, 1 41° 33′ 51″ N, 02° 01′ 21.4″ E / 41.56417°N,2.022611°E                                            | Edifici construït sota la denominació de «Palau d'Indústries», que es pot inscriure dins del vessant historicista del modernisme. Sembla que Muncunill es va inspirar en l'edifici de la Universitat de Barcelona, d'Elies Rogent, i va introduir-hi elements ornamentals típicament modernistes, com el maó vist o els complements ceràmics. L'edifici original tenia planta rectangular amb un claustre central. El 1912 s'hi van afegir unes naus al voltant, destinades a tallers, projectades per Josep Domènech i Estapà i Josep Domènech i Mansana. | Correcte    | Escola Industrial                                             |
| 1903        | Hotel Peninsular «Hotel Pompidor»                             | Carrer de Sant Pere, 52 41° 33′ 52.65″ N, 02° 0′ 44.12″ E / 41.5646250°N,2.0122556°E                                 | L'antic Hotel Peninsular, conegut popularment com a Hotel Pompidor pel nom dels seus propietaris, és un edifici de planta baixa i tres pisos amb dues obertures per planta, d'estil modernista. La façana està coronada per una cornisa i gablets dentats. Hi destaca la decoració floral sota els balcons i damunt els finestrals. Actualment ja no s'usa com a hotel. | Correcte    | Hotel Pompidor                                                |
| 1903        | Casa Torelló Folsone                                          | Carrer de la Rutlla, 25 41° 33′ 38.12″ N, 02° 00′ 42.84″ E / 41.5605889°N,2.0119000°E                                | Es tracta d'una reforma d'una casa senzilla de planta baixa i pis, on destaca una decoració a la sobrefinestra del pis. | Regular     | Casa Torelló Folsone                                          |
| 1904        | Casa i magatzem Emili Matalonga                               | Carrer de Sant Pau, 11 41° 33′ 48.7″ N, 02° 00′ 49″ E / 41.563528°N,2.01361°E                                        | Emili Matalonga i Aymerich va reformar dues cases per construir el seu habitatge particular i magatzem alhora. L'habitatge ocupa la façana, en planta baixa i pis. A la part del darrere es va situar el magatzem només en planta baixa, una funció que va mantenir fins als anys quaranta. Edifici de maó vist, amb detalls ceràmics decoratius de color verd escampats per la façana i a les sobrefinestres. Entre les dues plantes, una ressaltada imposta n'accentua l'horitzontalitat. Està coronat per merlets escalonats. Respon al model modernista racionalista de Domènech i Montaner seguit per Muncunill els primers anys del segle xx. | Correcte    | Casa i magatzem Emili Matalonga                               |
| 1904        | Magatzem Joaquim Alegre (Arxiu Tobella)                       | Placeta de Saragossa, 2 41° 33′ 53.5″ N, 02° 00′ 45.1″ E / 41.564861°N,2.012528°E                                    | És un edifici de planta baixa i dos pisos amb destacables treballs de serralleria i fusteria. El promotor de l'edifici fou Joaquim Alegre, per fer-lo servir com a magatzem de la fàbrica Aymerich, Amat i Jover, però es coneix popularment per Magatzem Farnés, nom dels llogaters i després propietaris fins a l'any 1972. L'edifici va ser adquirit per Manuel Tobella l'any 1977 després d'una intensa campanya de reivindicació ciutadana per salvar-lo. Actualment allotja la Fundació Arxiu Tobella, un arxiu fotogràfic local. | Correcte    | Magatzem Joaquim Alegre                                       |
| 1905        | Magatzem Miquel Boix                                          | Plaça Mossèn Jacint Verdaguer, 6 41° 33′ 59.1″ N, 02° 00′ 47.84″ E / 41.566417°N,2.0132889°E                         | Senzill edifici entre mitgeres amb una gran arcada parabòlica dividida per la meitat. És una obra del seu període modernista. | Regular     | Magatzem Miquel Boix                                          |
| 1905        | Casa Josep Bogunyà                                            | Raval de Montserrat, 33 41° 33′ 48″ N, 02° 00′ 32.44″ E / 41.56333°N,2.0090111°E                                     | L'edifici, de planta i un pis, pertany a la seva etapa més plenament modernista, caracteritzada per l'ús de la línia corba i sinuosa i una certa sobrietat ornamental. Està situat en un antic emplaçament militar medieval. L'any 2001 es va aprovar un canvi de protecció per poder-ne realitzar una reforma integral amb ampliació de volums, en una combinació que respecta els elements estètics de la façana original. | Transformat | Casa Josep Bogunyà                                            |
| 1905        | Casa Joan Barata                                              | Carrer de Sant Pere, 32-34 41° 33′ 55.81″ N, 02° 00′ 49.24″ E / 41.5655028°N,2.0136778°E                             | Edifici originari de 1838, reformat per Lluís Muncunill. La façana presenta trets de la seva etapa modernista, amb relleus florals a les llindes de les finestres i els gablets escalonats del coronament. El parament està guarnit amb esgrafiats de fulles i un fris de rams de flors sota la cornisa. | Correcte    | Casa Joan Barata                                              |
| 1905        | Casa Ignasi Escudé                                            | Carrer del Nord, 77 41° 34′ 04.77″ N, 02° 00′ 49.28″ E / 41.5679917°N,2.0136889°E                                    | Edifici de planta baixa i dos pisos —el superior afegit pel mateix Muncunill el 1910—, amb arcs rebaixats dins l'estil modernista. El 1930 el mateix Muncunill va construir-hi al costat, al núm. 79, una casa més petita d'una tipologia semblant. | Correcte    | Casa Ignasi Escudé                                            |
| 1905        | Casa Carles Pagès                                             | Carrer del Puig Novell, 32 41° 33′ 41.39″ N, 02° 00′ 51.7″ E / 41.5614972°N,2.014361°E                               | Edifici senzill de planta baixa i dos pisos, amb arcs rebaixats als buits i maó vist, en un clar estil modernista. | Correcte    | Casa Carles Pagès                                             |
| 1906        | Can Ribes                                                     | Camí de Ca n'Amat, s/n les Fonts 41° 31′ 43.26″ N, 02° 02′ 39.62″ E / 41.5286833°N,2.0443389°E                       | Edifici amb disseny de masia tradicional a dues aigües realitzada amb maó vist. Compta amb un porxo a l'entrada sostingut per quatre columnes poligonals i una torre a la banda dreta de la façana. Construïda en terrenys de l'antiga Ca n'Amat de les Farines, que és al costat, actualment és un restaurant. | Correcte    | Can Ribas                                                     |
| 1907        | Vapor Aymerich, Amat i Jover                                  | Rambla d'Ègara, 270 41° 33′ 55.98″ N, 2° 0′ 28.43″ E / 41.5655500°N,2.0078972°E                                      | Antiga fàbrica tèxtil formada per un edifici de maó vist on hi havia les oficines, la sala de la màquina de vapor i les calderes, i una nau central de més de 10.000 m² on es produïa el teixit. Aquesta nau té una coberta basada en voltes catalanes en forma de dents de serra obertes amb finestrals i recolzades sobre columnes de ferro colat. Actualment és la seu del Museu de la Ciència i de la Tècnica de Catalunya. | Correcte    | Vapor Aymerich, Amat i Jover                                  |
| 1907        | Casa Concepció Monset                                         | Carrer de la Font Vella, 91 41° 33′ 46.7″ N, 02° 00′ 52.07″ E / 41.562972°N,2.0144639°E                              | Una residència particular on Muncunill utilitzà alguns elements característics, com uns gablets decorats amb elements florals. En destaca la inversió de la importància dels pisos, situant el segon com si fos el principal, amb un balcó. Són remarcables els elements decoratius com la forja del balcó i de les finestres, i els vitralls emplomats de les finestres. | Correcte    | Casa Concepció Montset                                        |
| 1907        | Casa Antoni Pous                                              | Carrer Nou de Sant Pere / Carrer del Passeig 41° 33′ 55.55″ N, 02° 00′ 49.5″ E / 41.5654306°N,2.013750°E             | Casal amb façana a la cantonada entre dos carrers que integra un disseny unitari amb un simple i elegant joc de cornises a diferents nivells. | Correcte    | Casa Antoni Pous                                              |
| 1907        | Hospital de Sant Llàtzer i Clínica del Remei                  | Plaça del Doctor Robert 41° 33′ 44.46″ N, 02° 01′ 02.99″ E / 41.5623500°N,2.0174972°E                                | L'any 1907 Muncunill va realitzar una ampliació de l'hospital situat a l'antic convent de Sant Francesc i també la Clínica del Remei adjunta, un edifici de tres plantes amb petites finestres dobles apuntades d'estil neogòtic. | Regular     | Hospital de Sant Llàtzer                                      |
| 1907        | Casa Higini Roca                                              | Carrer dels Gavatxons, 19 41° 33′ 45.95″ N, 2° 0′ 39.58″ E / 41.5627639°N,2.0109944°E                                | Habitatge de planta baixa i tres pisos amb una façana amb balcons i finestrals amb arcs rebaixats. | Correcte    | Casa Higini Roca                                              |
| 1907        | Capella del Santíssim, a la basílica del Sant Esperit         | Plaça Vella 41° 33′ 43.44″ N, 2° 0′ 40.28″ E / 41.5620667°N,2.0111889°E                                              | Muncunill va realitzar la capella del Santíssim i la sagristia de la basílica del Sant Esperit (avui Catedral de Terrassa), que formen un conjunt al costat sud de la basílica, una obra de clar estil modernista, amb arcs parabòlics. El 1928 Muncunill hi va fer també una reforma del presbiteri. | Correcte    | Capella del Santíssim                                         |
| 1907        | Casa Antoni Josep Torrella                                    | Carrer dels Gavatxons, 9 41° 33′ 45.1″ N, 2° 0′ 40″ E / 41.562528°N,2.01111°E                                        | Coneguda també com la Casa Geis, és un edifici de planta baixa i dos pisos, amb obertures arrodonides. Actualment acull el Centre d'Interpretació de la Vila Medieval i les oficines de direcció i serveis del Museu de Terrassa. | Regular     | Casa Antoni Josep Torrella                                    |
| 1907 — 1910 | Masia Freixa                                                  | Parc de Sant Jordi 41° 33′ 46.85″ N, 2° 0′ 15.23″ E / 41.5630139°N,2.0042306°E                                       | Inicialment va ser una fàbrica construïda l'any 1899 també per Muncunill per a l'industrial terrassenc Josep Freixa i Argemí, la qual va transformar per convertir-la en la residència familiar de l'empresari. És, sens dubte, l'edifici més impactant del modernisme terrassenc. La residència es trobava situada en una zona d'eixample de la ciutat i allunyada del que en aquells moments era la trama urbana. És de planta rectangular i està revestida per una estructura d'arcs i voltes d'inspiració gaudiniana. El cos central de dos pisos s'hi va afegir entre 1909 i 1910, i la torre minaret entre 1913 i 1914. En ressalta la façana estucada de color blanc i la galeria porticada, amb un arrambador de ceràmica vidriada de color blanc. L'Ajuntament de Terrassa va comprar la finca l'any 1959, i els jardins es van convertir en el primer parc públic de la ciutat. Va allotjar durant molts anys el Conservatori Professional de Música i actualment allotja despatxos municipals i l'oficina de turisme. | Correcte    | Masia Freixa · Masia Freixa                                   |
| 1908        | Fundació Busquets                                             | Carrer de la Cisterna / Carrer del Doctor Cabanes 41° 33′ 35.35″ N, 2° 0′ 32.53″ E / 41.5598194°N,2.0090361°E        | Edifici compost amb elements propis de les construccions industrials de l'arquitecte: maó vist i delimitació de forjats per línies d'imposta amb dentellons. Les finestres són fetes en arc de mig punt amb una arquivolta. L'estil és del seu període noucentista. | Correcte    | Fundació Busquets                                             |
| 1908        | Societat General d'Electricitat                               | Carrer de Joan Coromines, 8-10 41° 33′ 45″ N, 2° 0′ 36.07″ E / 41.56250°N,2.0100194°E                                | La Societat General d'Electricitat es va crear l'any 1896 i, poc després, Lluís Muncunill plantejà aquest edifici amb elements característics d'algunes de les seves fàbriques industrials: coberta amb volta de maó pla i parament de maó vist. És un edifici de dues naus paral·leles, una de les quals de dos pisos. A la façana té un rètol de trencadís amb el nom de la companyia. Després d'estar tancada durant molts anys, actualment al seu interior hi ha un restaurant. | Correcte    | Societat General d'Electricitat                               |
| 1909        | Murs de contenció de la Casa Salvans                          | Torrent de Vallparadís 41° 33′ 55.8″ N, 02° 01′ 10.7″ E / 41.565500°N,2.019639°E                                     | Es tracta d'uns murs de contenció de terres situats al sector nord del torrent de Vallparadís, vora el carrer de Salmerón, que adapten formes tímidament modernistes. | Correcte    | Murs de contenció de la Casa Salvans                          |
| 1910 ?      | Masia Marcet                                                  | Can Boada del Pi 41° 34′ 16.6″ N, 01° 59′ 52″ E / 41.571278°N,1.99778°E                                              | Masia d'estil modernista construïda en data indeterminada. | Degradada   | Masia Marcet                                                  |
| 1911        | Taller Gibert i Junyent «l'Electra»                           | Carrer del Pantà, 90 41° 33′ 59.73″ N, 02° 00′ 38.14″ E / 41.5665917°N,2.0105944°E                                   | Nau del taller Gibert i Junyent, conegut com l'Electra, d'estil noucentista amb teulada a dues aigües. Ha estat transformada per a ús residencial. | Correcte    | Taller Gibert i Junyent                                       |
| 1911        | Magatzem Emili Matalonga                                      | Carrer de Sant Pau, 9 41° 33′ 48″ N, 02° 00′ 49″ E / 41.56333°N,2.01361°E                                            | Edifici industrial de petites dimensions, amb planta baixa i pis. En destaca el balcó central amb tres obertures rematades amb un arc. L'edifici va ser magatzem fins a l'any 1974, en què va s'hi instal·lar l'Institut del Teatre fins als anys vuitanta. | Correcte    | Magatzem Emili Matalonga                                      |
| 1913        | Casa Miquel Mach Oller                                        | Carrer de l'Església, 14-16 41° 33′ 59.73″ N, 02° 00′ 38.14″ E / 41.5665917°N,2.0105944°E                            | Muncunill va fer la decoració de la farmàcia Mach, un espai comercial que es conserva tal com el va concebre. El 1922, el mateix arquitecte en va fer una ampliació. | Correcte    | Casa Miquel Mach Oller                                        |
| 1913        | Casa Joan Marcet                                              | Raval de Montserrat, 12-14 41° 33′ 47.3″ N, 02° 00′ 37.1″ E / 41.563139°N,2.010306°E                                 | Obra d'estil noucentista que encara conserva alguna linía sinuosa a les motllures de la tribuna del primer pis. | Correcte    | Casa Joan Marcet                                              |
| 1914        | Casa Ramon Matalonga                                          | Carrer de Topete, 68 41° 33′ 38.4″ N, 02° 01′ 00.91″ E / 41.560667°N,2.0169194°E                                     | Gran habitatge en el qual Muncunill aplica tots els recursos constructius i estètics propis del final de la segona dècada del segle xx. En són molt destacables els interiors, la fusteria, els arrambadors ceràmics i els treballs de forja. | Restaurada  | Casa Ramon Matalonga                                          |
| 1915        | Casa Joan Salvans                                             | Carrer de Sant Antoni, 32 41° 33′ 51.84″ N, 02° 01′ 00.1″ E / 41.5644000°N,2.016694°E                                | Edifici de planta baixa i dos pisos amb façana senzilla i balcó seguit al primer pis. En destaca el conjunt de finestres contigües del segon pis que simulen una galeria. És d'un marcat estil noucentista, amb la forja característica d'altres obres de Muncunill. | Restaurada  | Casa Joan Salvans                                             |
| 1916        | Casa Ramon Samaranch                                          | Carrer de Volta, 13 41° 33′ 51.84″ N, 02° 01′ 00.1″ E / 41.5644000°N,2.016694°E                                      | Dos petits habitatges bessons de les dimensions d'un casal amb una característica cornisa de formes ondulades i una triple finestra a l'àtic. | Correcte    | Casa Ramon Samaranch                                          |
| 1916        | Casa Benet Badrinas                                           | Passeig del Comte d'Ègara, 2 41° 33′ 46.94″ N, 02° 00′ 53.6″ E / 41.5630389°N,2.014889°E                             | Habitatge concebut com una mansió que es caracteritza per l'austeritat que l'arquitecte utilitzava en la composició de les obres d'aquesta època. Els interiors, especialment la gran escala d'accés a la planta, tenen un gran interès. | Correcte    | Casa Benet Badrinas                                           |
| 1916        | Casa Josep Badiella                                           | Raval de Montserrat / Carrer de la Vila Nova 41° 33′ 46.64″ N, 02° 00′ 37″ E / 41.5629556°N,2.01028°E                | Habitatge tipus casal de planta baixa i dos pisos amb façana a dos carrers, integrat mitjançant el joc de les cornises entre les plantes. | Regular     | Casa Josep Badiella                                           |
| 1916        | Fàbrica Pere Font i Batallé                                   | Carrer del Doctor Cabanes, 28 41° 33′ 35.2″ N, 02° 00′ 33.75″ E / 41.559778°N,2.0093750°E                            | Edifici de planta rectangular amb coberta de volta catalana. Les façanes són de maó vist i s'articulen en mòduls verticals oberts a planta i pis amb doble finestral. Ha estat reconvertida en habitatges. | Correcte    | Fàbrica Pere Font i Batallé                                   |
| 1917        | Condicionament Terrassenc                                     | Passeig del Vint-i-dos de Juliol, 218 41° 34′ 11.97″ N, 02° 00′ 28.18″ E / 41.5699917°N,2.0078278°E                  | El Condicionament Terrassenc fou fundat el 1906 per controlar la qualitat dels teixits produïts a Terrassa. Muncunill va projectar un edifici de planta rectangular per a les oficines i unes naus complementàries. Actualment és un equipament públic. | Correcte    | Condicionament Terrassenc                                     |
| 1917        | Casa Emili Soler                                              | Carrer de Joaquim de Paz / Carrer del Passeig 41° 33′ 54.17″ N, 02° 00′ 45.10″ E / 41.5650472°N,2.0125278°E          | Habitatge amb façana a dos carrers, una solució que Muncunill va fer servir en diverses obres. | Correcte    | Casa Emili Soler                                              |
| 1917        | Casa Comerma                                                  | Carrer de la Creu Gran, 2 41° 56′ 57.56″ N, 02° 01′ 44.93″ E / 41.9493222°N,2.0291472°E                              | Habitatge entre mitgeres amb planta baixa, dos pisos i terrat. La planta baixa presenta dues obertures, d'arc carpanell i arc escarser respectivament. El primer pis està ocupat per un balcó de tres obertures i al segon pis hi ha una finestra de la mateixa tipologia. | Correcte    | Casa Comerma                                                  |
| 1918        | Casa Bonaventura Fornells                                     | Carrer de Sant Leopold, 90 41° 34′ 07.73″ N, 02° 00′ 50.72″ E / 41.5688139°N,2.0140889°E                             | Habitatge amb un conjunt de naus adossades que varen ser construïdes pel mateix Muncunill el 1918. | Regular     | Casa Bonaventura Fornells                                     |
| 1920        | Gran Casino del Foment                                        | Carrer de la Font Vella, 78 41° 33′ 46.56″ N, 2° 0′ 50.73″ E / 41.5629333°N,2.0140917°E                              | La societat Fomento de Tarrasa es va fundar arran de l'escissió del sector més conservador de l'entitat recreativa Círcol Egarenc. Aquesta nova entitat esdevindria el principal lloc d'esbarjo de la burgesia conservadora local. L'edifici consta de soterrani, planta baixa, dos pisos i jardí a la part posterior, amb pista de ball a l'aire lliure. A l'interior en destaca el vestíbul sostingut per columnes i el saló de ball del primer pis. L'edifici va ser decorat amb mobiliari i llums de gran sumptuositat i pintures de Joaquim Vancells i dels germans Viver. Durant els anys vuitanta l'entitat entrà en decadència, s'hi deixà de fer activitats i l'edifici es va degradar fins que ha estat objecte d'una recent rehabilitació per dedicar-lo a usos comercials. | Correcte    | Gran Casino del Foment · Gran Casino del Foment               |
| 1920        | Casa Maria Armengol, vídua Matarí                             | Carrer de la Palla / Carrer de Sant Pere 41° 33′ 48.48″ N, 02° 00′ 40.72″ E / 41.5634667°N,2.0113111°E               | Aquesta casa és una revisió en llenguatge més clàssic de la tipologia de casal amb façana a dos carrers. | Correcte    | Casa Maria Armengol, vídua Matarí                             |
| 1920        | Vapor Marcet Poal                                             | Carrer de la Rasa, 24 41° 33′ 52.11″ N, 2° 0′ 38.9″ E / 41.5644750°N,2.010806°E                                      | Edifici industrial que incorpora un magatzem a la nau industrial. El magatzem és obra de Josep Maria Coll i Bacardí i en destaca l'ornamentació ceràmica de la cornisa i la utilització d'estil modernista a les obertures dels balcons i a les reixes; actualment, allotja el Patronat Municipal d'Educació. La fàbrica és una obra tardana de Muncunill, on destaquen els trets més característics de la seva arquitectura; ha estat transformada en escola. | Correcte    | Vapor Marcet Poal                                             |
| 1921        | Quadra de la fàbrica Izard                                    | Plaça d'Ezequiel Vigués, 3 41° 33′ 54″ N, 2° 0′ 37.5″ E / 41.56500°N,2.010417°E                                      | Única quadra que es conserva de la fàbrica Izard. Era la nau dels tints, la qual cosa va condicionar la seva solució constructiva en aspectes d'il·luminació i ventilació. És un edifici de planta rectangular construït amb obra de totxo massís, amb 16 voltes de maó pla i coronades per llanternes de dos cossos sobreposats. L'any 1982 es va procedir a la rehabilitació de la nau per convertir-la en sala d'exposicions municipal, anomenada Sala Muncunill en homenatge al seu arquitecte. | Correcte    | Sala Muncunill                                                |
| 1924        | Casa Eusebi Noguera                                           | Carrer de Sant Antoni, 71-73 41° 33′ 56.33″ N, 02° 00′ 58.89″ E / 41.5656472°N,2.0163583°E                           | Habitatge de planta baixa i dos pisos d'estil noucentista, amb uns pilars remarcats als buits del primer i segon pis. | Correcte    | Casa Eusebi Noguera                                           |
| 1926        | Cafè Colón                                                    | Plaça Vella, 12 41° 33′ 43.53″ N, 2° 0′ 41.63″ E / 41.5620917°N,2.0115639°E                                          | En aquest mateix lloc hi va haver un cafè anomenat Español. L'any 1893 va ser remodelat per Muncunill per encàrrec de Jaume Casamada i Josep Fatjó i va canviar el nom pel de Café Colón, un petit cafè d'estil eclèctic al qual s'accedia per un gran arc de mig punt. Va ser enderrocat i substituït per l'edifici actual, construït l'any 1927 aprofitant l'espai que havien ocupat les denominades «cases del castell», que varen ser enderrocades al final del segle xix. També es varen enderrocar per fer aquesta reforma uns quioscs de fusta de la plaça Vella construïts per Muncunill el 1893. L'edifici és d'estètica noucentista de tradició clàssica. Ha sofert algunes modificacions, tot i que conserva bastant fidelment el seu aspecte original, amb una característica balconada amb balustres. | Correcte    | Cafè Colón                                                    |
| 1927        | Casa Gaietà Galítzia                                          | Carrer de la Rasa, 88-90 41° 33′ 50.83″ N, 02° 00′ 33.14″ E / 41.5641194°N,2.0092056°E                               | Habitatge de grans dimensions, bastit segons les normes constructives i estètiques dels darrers anys del noucentisme. | Correcte    | Casa Gaietà Galítzia                                          |
| 1930        | Casa Teresa Carné, vídua de Badiella                          | Carrer de Sant Antoni, 26-28 41° 33′ 51.1″ N, 02° 01′ 0.24″ E / 41.564194°N,2.0167333°E                              | Una de les darreres obres de Muncunill. Es tracta d'un habitatge de maó vist que segueix els gustos de l'eclecticisme dels anys vint. | Regular     | Casa Teresa Carné, vídua de Badiella                          |

### Ullastrell
| Any  | Nom                                   | Adreça                                                                             | Descripció | Estat    | Foto                                  |
| ---- | ------------------------------------- | ---------------------------------------------------------------------------------- | --- | -------- | ------------------------------------- |
| 1901 | Celler Francesc Alegre                | Ca n'Amatller 41° 30′ 16.08″ N, 01° 57′ 33″ E / 41.5044667°N,1.95917°E             | A la masia de Ca n'Amatller, iniciada el 1775, s'hi va afegir, en estil modernista, el celler (Bodega Francesc Alegre), fet de maó vist. La porta i el mur exterior també són obra de Muncunill. Del conjunt del mas en destaca una torre de defensa de pedra, coronada amb merlets. Actualment és una explotació porcina. | ?        |                                       |
| 1908 | Campanar de l'església de Santa Maria | Plaça de l'Església, 2 41° 31′ 42.7″ N, 01° 57′ 34.66″ E / 41.528528°N,1.9596278°E | L'església es va construir el 1902, en substitució d'una petita església romànica. El campanar el va afegir Muncunill posteriorment, realitzat en un clar estil modernista. | Correcte | Campanar de l'església de Santa Maria |

### Viladecavalls
| Any  | Nom                   | Adreça                                                                               | Descripció | Estat | Foto |
| ---- | --------------------- | ------------------------------------------------------------------------------------ | --- | ----- | ---- |
| 1901 | Capella del Sagrament | Plaça de l'Església, 1 41° 33′ 27.85″ N, 01° 57′ 18.32″ E / 41.5577361°N,1.9550889°E | És una petita capella d'estil neogòtic aïllada de l'església de Sant Martí de Sorbet, a Viladecavalls. Els tres grans finestrals presenten uns esplèndids vitralls de la Casa Amigó de Barcelona. També cal destacar-ne el treball de la barana de forja, ara al cor, obra de Pau Ricart, serraller de Terrassa. | ?     |      |

### Edificis desapareguts o molt transformats
Són els següents:
Rubí
- 1893 Escorxador de Rubí. Carrer de Cadmo.

Terrassa

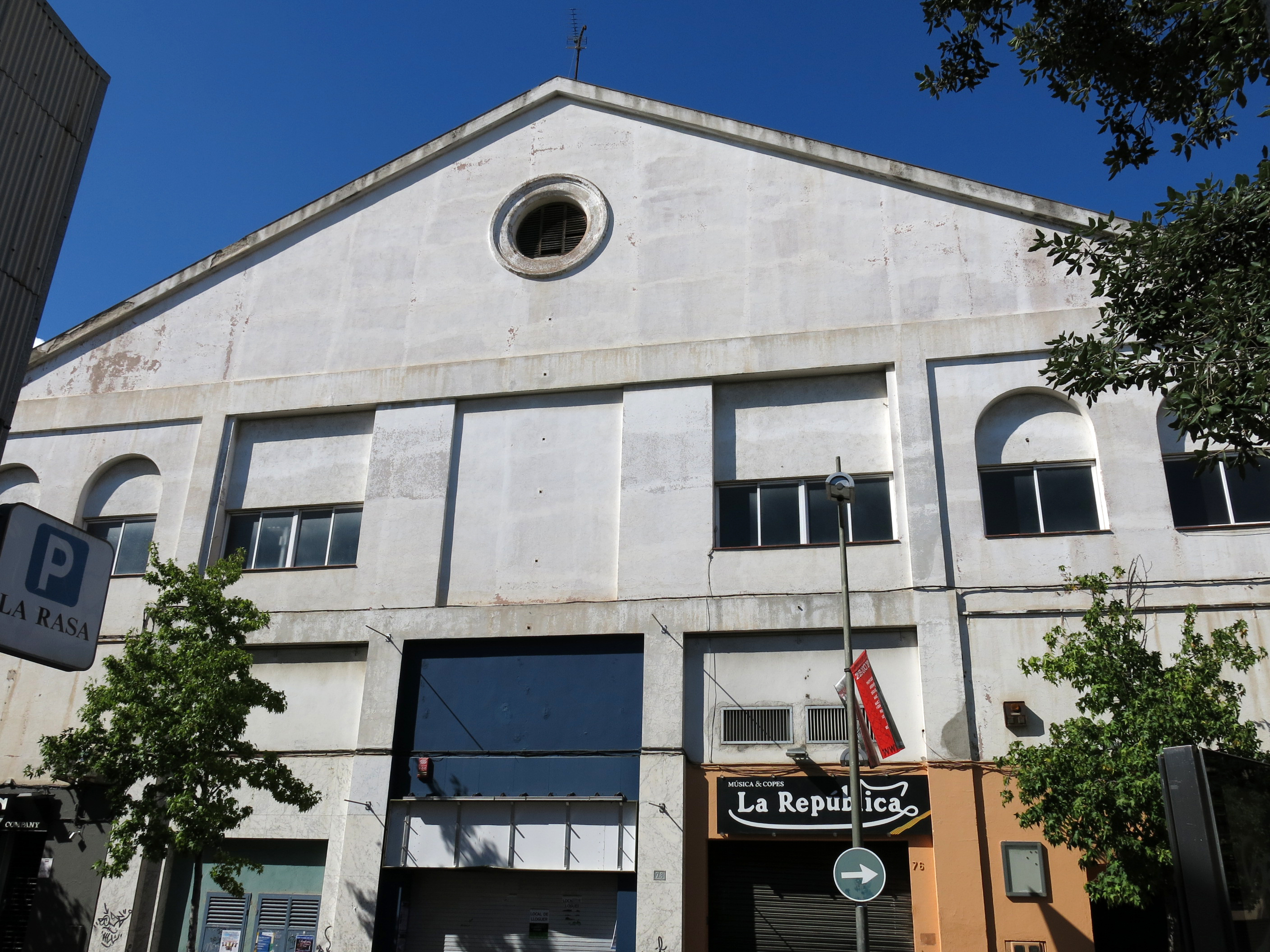
Antic cinema Alegria, al carrer de la Rasa

- 1892 Casa Pere Agulló. Carrer de Sant Cristòfol, 37.
- 1893 Casa Antoni Paz. Carrer de Sant Pau, 22-24.
- 1893 Quioscs. Plaça Vella.
- 1894 Casa Bonifaci Romero. Carrer de Sant Gaietà, 16.
- 1894 Casa Miquel Nonell. Raval de Montserrat / carrer de la Unió.
- 1895 Frontó Terrassenc. Carrer del Frontó. Només va durar tres anys i al seu lloc es va construir la fàbrica Geis Bosch.
- 1895 Caixa de Terrassa. Carrer de la Rutlla. L'edifici va ser enderrocat per construir l'actual de la mateixa entitat.
- 1895 Saló de ball del Casino del Comerç. Carrer de la Rasa.
- 1896 Magatzems Prats i Fills. Carrer de Sant Jaume. Se'n conserven restes com a tanca dels jardins del Gran Casino.
- 1896 Casa Joan Salvans. Carrer Nou de Sant Pere / carrer del Passeig.
- 1896 Fàbrica Josep Freixa. Carretera de Montcada.
- 1897 Magatzem Pasqual Sala. Carrer de Sant Pau, 19-21.
- 1897 Quadra Josep Ventalló. Carrer de Sant Llorenç, 7-11.
- 1899 Magatzem Ventalló Humet i Marimon. Carrer del Nord, 14.
- 1901 La Auxiliar Tarrasense. Carrer del Portal Nou, 36.
- 1903 Casa Josep Salas (Casa Corbera). Plaça de la Creu.
- 1904 Magatzem Josep Benet. Carrer del Nord, 62.
- 1904 Fonda Bonavista. Carrer de Volta / rambla d'Ègara. Enderrocada el 1996.
- 1904 Casa Francesc Salvans. Carrer de Sant Pere, 47. Molt transformada.
- 1904 Taller Jeroni Bros. Carrer de Gutenberg. Jeroni Bros va ser un dels col·laboradors de Muncunill.
- 1904 Vapor Josep Sala. Avinguda de Jacquard. Enderrocat el 1996.
- 1905 Casa Joan Donadeu. Carrer de Sant Domènec, 16.
- 1905 Casa Tomàs Amat. Carrer de la Font Vella, 190.
- 1905 Fàbrica Jaume Castells. Carrer d'Arquimedes / carrer de Watt.
- 1906 Agrupació Regionalista. Plaça de Mossèn Jacint Verdaguer. Enderrocada el 1961.
- 1907 Casa Josepa Donderís. Carrer de Galileu, 20.
- 1907 Indústria Salvador Carreras. Carrer de la Vila Nova.
- 1908 Magatzem Casanovas Pérez Vallès. Carrer de Sant Pau, 15.
- 1909 Quadra Montset Guardiola. Carrer del Castell.
- 1910 Casa Francesc Roig. Carrer Nou de Sant Pere.
- 1915 Quadra Jaume Corcoy. Carrer de la Mare de Déu dels Àngels.
- 1915 Magatzem Garcia Germans. Plaça de Maragall / carrer de Joaquim de Paz.
- 1916 Magatzem Josep Lloveras. Carrer de Sant Leopold, 29.
- 1916 Cinema Alegria. Carrer de la Rasa. Molt transformat.
- 1917 Magatzem Homs. Carrer del Nord, 104.
- 1920 Bòbila Sagués Donadeu. Carrer de Sant Marian.
- 1923 Cases Gorina. Carrer de Salmerón.
- 1930 Cases Josep Maria Ullé. Carrer del Col·legi.